# Rôle du cheval dans la guerre
Vous lisez un « bon article » labellisé en 2011.

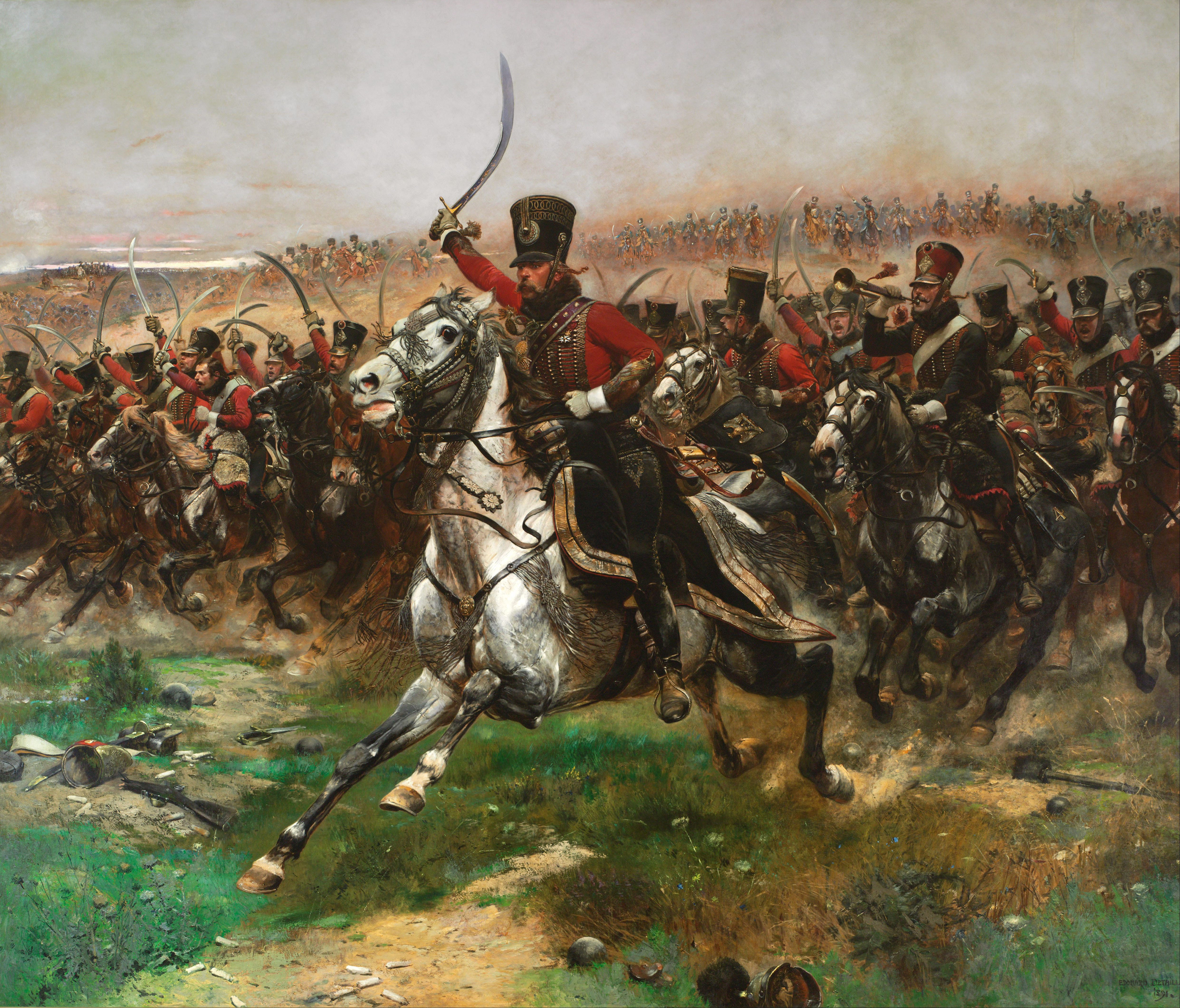
Le 4e régiment de hussards à la bataille de Friedland, par Édouard Detaille.

La première utilisation du cheval dans la guerre remonte à plus de cinq mille ans, les plus anciennes preuves d'utilisation guerrière de chevaux en Eurasie datant d'entre 4000 et 3000 av. J.-C. Une illustration sumérienne d'une scène de guerre datée de 2500 av. J.-C. représente des équidés tirant des chariots. Vers 1600 av. J.-C., de nouveaux harnais et de nouveaux chars rendent leur utilisation guerrière plus fréquente à travers le Proche-Orient ancien. Le plus ancien traité sur l'entraînement des chevaux de guerre est rédigé vers 1350 av. J.-C. Quand les tactiques de cavalerie commencent à supplanter le char, de nouvelles méthodes d'entraînement apparaissent. En 360 av. J.-C., le général de cavalerie et philosophe grec Xénophon rédige un traité exhaustif sur l'équitation, et un autre sur l'usage de la cavalerie. L'efficacité des chevaux dans la bataille est révolutionnée par des améliorations technologiques, notamment l'invention de la selle, de l'étrier, et plus tard, du mors, du licol ou encore du collier d'épaule pour les chevaux de trait.
Différents types de chevaux sont utilisés à des fins militaires, en fonction de la nature du conflit et des tâches. Ils varient selon que le cheval est monté ou conduit, ou selon qu'ils sont utilisés pour la reconnaissance, les charges de cavalerie, les raids, la communication, l'approvisionnement ou le transport. Des races sont développées spécifiquement pour assurer la remonte des cavaleries. Tout au long de l'Histoire, les mulets et les ânes jouent aussi un rôle crucial dans le soutien des armées en campagne, tout autant que les chevaux.
Le cheval est particulièrement bien adapté aux tactiques guerrières des peuples nomades des steppes de l'Asie centrale, comme les razzias et les « raids éclairs ». Les guerriers musulmans utilisent la cavalerie légère dans leurs campagnes en Afrique du Nord, en Asie et en Europe à partir des VIIe et VIIIe siècles lors de la phase d'expansion de l'islam. Les Européens emploient plusieurs types de chevaux de guerre au Moyen Âge. La figure militaire de cavalerie lourde la plus représentative de la période restant le chevalier en armure. Avec l'introduction de la poudre à canon dans la guerre, la cavalerie légère s'impose sur les champs de bataille, tant dans les guerres européennes que lors de la conquête des Amériques. La « cavalerie de bataille » se développe pour assurer une multitude de missions à la fin du XVIIIe siècle et au début du XIXe siècle et se révèle décisive dans l'issue des affrontements lors des guerres napoléoniennes. Aux Amériques, de nombreuses tribus indigènes apprennent à se servir du cheval et à développer des tactiques de guerre montée. En dernier ressort, des régiments montés très mobiles jouent un rôle crucial lors de la guerre de Sécession.
La cavalerie commence à être dépassée après la Première Guerre mondiale, avec le développement de la guerre mécanisée. Quelques unités de cavalerie sont encore utilisées lors de la Seconde Guerre mondiale, en particulier en éclaireurs. Les chevaux ne sont ensuite que rarement vus au combat, mais ils servent encore largement pour le transport des troupes et du ravitaillement. De nos jours, les unités à cheval destinées au combat ont quasiment disparu, bien que des chevaux soient encore utilisés par des organisations armées dans des pays en développement. De nombreux pays maintiennent encore en service de petites unités de cavaliers pour la patrouille et la reconnaissance. Des unités militaires à cheval sont également utilisées à des fins cérémonielles et éducatives. Les chevaux sont employés pour la reconstitution historique des batailles, les missions de maintien de l'ordre, les compétitions, les démonstrations équestres héritières des traditions et pour la formation professionnelle des militaires, comme le Cadre noir de Saumur en France.

## Types de chevaux

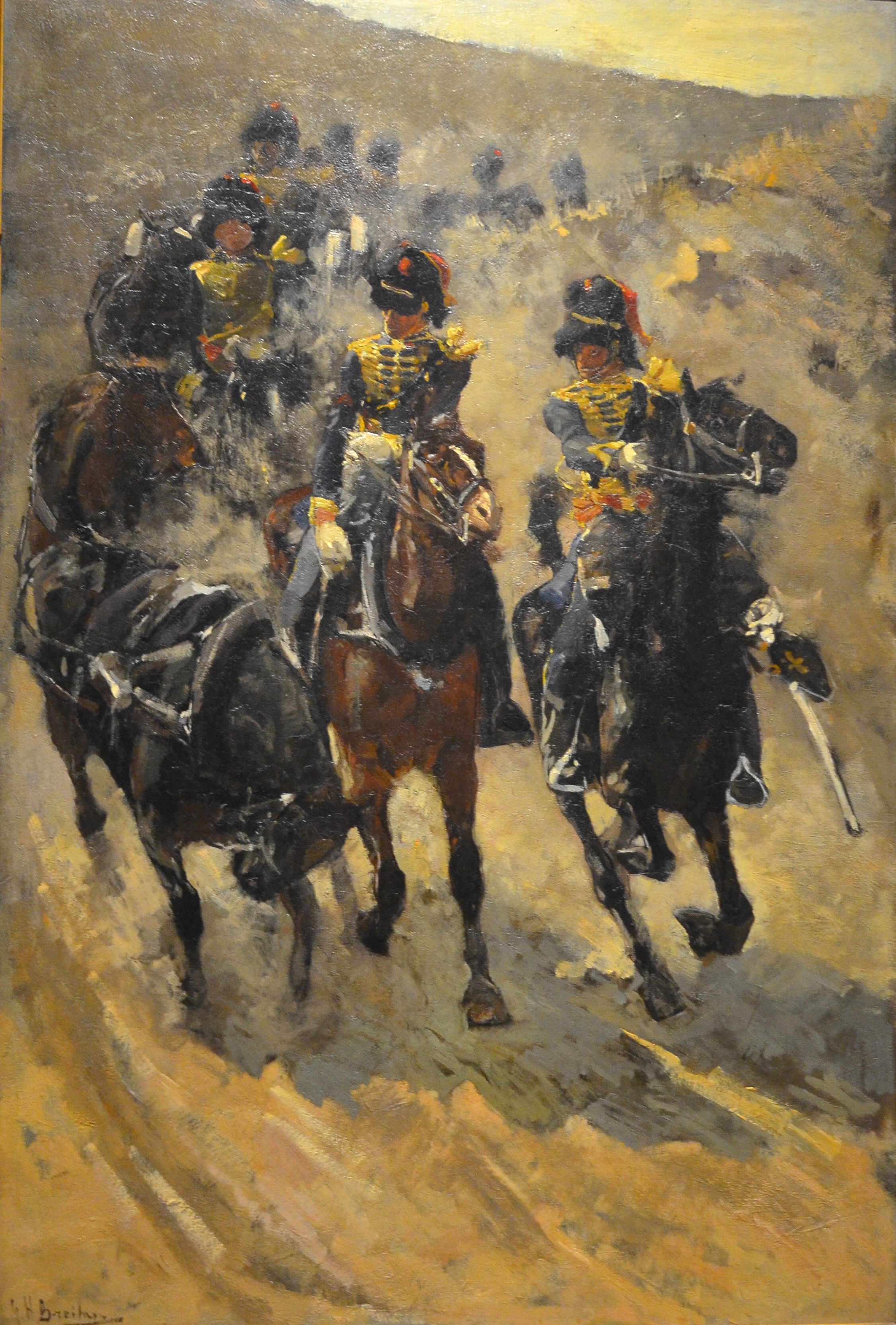
Artillerie à cheval néerlandaise dans les années 1880. Les chevaux sont équipés d'un collier d'épaule.

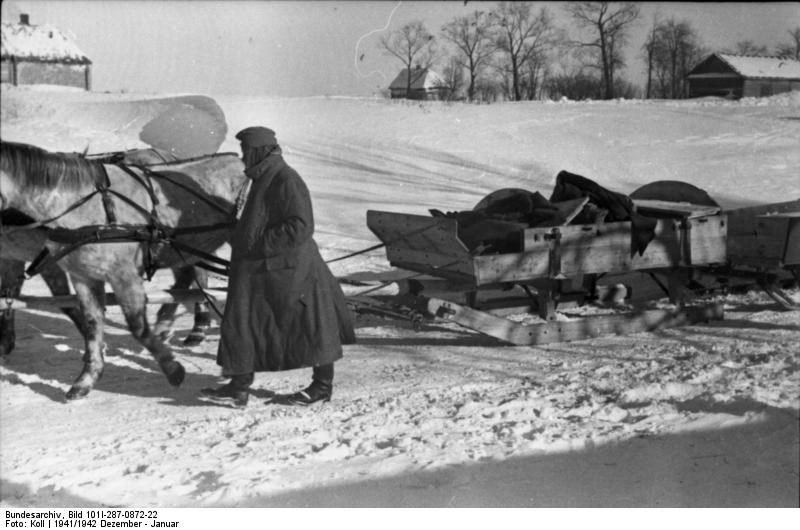
Convoi hippomobile de ravitaillement allemand sur le front russe pendant la Seconde Guerre mondiale. Harnachement léger de type « bricole ».

Un principe fondamental de la conformation équine est l'adéquation de la « forme à la fonction ». Par conséquent, le type de cheval utilisé pour les différentes formes de la guerre dépend des missions à accomplir, du poids que l'animal doit porter (animaux de bât) ou tirer (animaux de trait) et des distances à parcourir. Le poids affecte la vitesse et l'endurance, obligeant de ce fait à un compromis : l'armure ajoute de la protection, mais elle ajoute également du poids, réduisant la vitesse maximale. C'est pourquoi différentes cultures eurent différents besoins militaires. Dans certaines situations, un type particulier de cheval est favorisé par rapport à tous les autres. Dans d'autres cas, plusieurs types sont nécessaires : les combattants doivent se rendre sur le champ de bataille montés sur un cheval plus léger, plus rapide et plus endurant, puis passer à un cheval plus lourd, doté d'une plus grande capacité de transport pour porter un cavalier en armure lourde au combat réel.
Le cheval moyen peut transporter jusqu'à environ 30 % de son poids. Alors que tous les chevaux peuvent tirer plus qu'ils ne peuvent porter, le poids qu'un cheval peut tracter varie en fonction de l'anatomie de l'animal, du type de véhicule, de l'état des routes et d'autres facteurs,,. Les chevaux attelés à un véhicule à roues sur une route pavée peuvent tirer jusqu'à huit fois leur poids, mais beaucoup moins si la traction de charges sans roues se fait sur terrain meuble,. Ainsi, les chevaux de trait varient en taille et l'on a une nouvelle fois à faire un compromis entre la vitesse et le poids, comme pour les animaux de selle. Les chevaux légers peuvent tirer un char de guerre léger à grande vitesse, le char lourd, l'artillerie et les véhicules de soutien logistique doivent être tirés par les chevaux lourds ou un plus grand nombre de chevaux. La manière par laquelle un cheval est attelé à un véhicule importe également : il peut tirer plus de poids avec un collier d'épaule qu'avec une bricole, et encore moins avec un joug.

### Chevaux légers

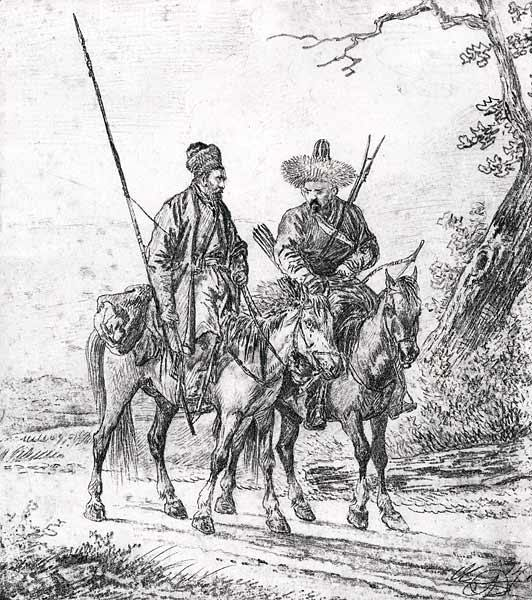
Illustration datée de 1814 représentant des cavaliers Bachkirs montés sur des chevaux de type Serko ou Amourski, petits chevaux asiatiques agiles, endurants et rapides convenant à la guerre de mouvement et de harcèlement menée par ce type de « cavalerie irrégulière ».

Des chevaux orientaux légers tels que les ancêtres des modernes arabes, des barbes et des Akhal-Teke, sont utilisés pour des formes de guerre requérant vitesse, endurance et agilité. De tels chevaux mesurent entre 1,20 et 1,5 m, pesant environ 360 à 450 kg. Pour se déplacer rapidement, les cavaliers doivent alors s'équiper d'un harnachement allégé et porter des armes relativement légères telles que des arcs, des lances, des javelots, ou, plus tard, des pistolets, des mousquetons ou des carabines. C'est le type de cheval utilisé à l'origine pour la traction des premiers chars de guerre, pour la razzia et la cavalerie légère.
Des chevaux relativement légers ont été utilisés par de nombreuses cultures, y compris les anciens Égyptiens, les Mongols, les Arabes et les Amérindiens. À travers tout l'ancien Proche-Orient, de petits animaux légers sont utilisés pour tirer des chariots conçus pour ne pas transporter plus de deux passagers : un conducteur et un guerrier,. Un cheval de guerre léger devint courant durant le Moyen Âge européen sous le nom de « roncin ».

### Chevaux moyens
Des chevaux de poids moyen sont créés dès l'âge du fer pour répondre aux besoins des diverses civilisations en matière d'animaux de trait capables de tirer des charges plus lourdes, notamment des chars capables de transporter plus de deux personnes mais aussi pour porter des guerriers lourdement cuirassés, traduisant ainsi l'évolution de la cavalerie légère en cavalerie lourde. Les Scythes sont parmi les premiers à produire des races plus grandes et plus lourdes de chevaux. En Europe, les chevaux sont aussi utilisés dans une mesure limitée pour déplacer les canons sur les champs de bataille dans le cadre d'unités d'artillerie à cheval. La taille des chevaux de poids moyen varie largement, d'un peu moins d'un mètre et demi au garrot pour les plus trapus, jusqu'à environ 1,60 m, pour un poids compris entre 450 et 540 kg environ. Ils sont généralement très agiles au combat, mais ne possèdent pas la « vitesse pure » ou l'endurance des chevaux plus légers. Au Moyen Âge, les grands chevaux de cette classe sont parfois appelés destriers. Plus tard, les chevaux ressemblant au moderne cheval baroque ou au demi-sang sont élevés pour les cavaleries européennes.

### Chevaux lourds

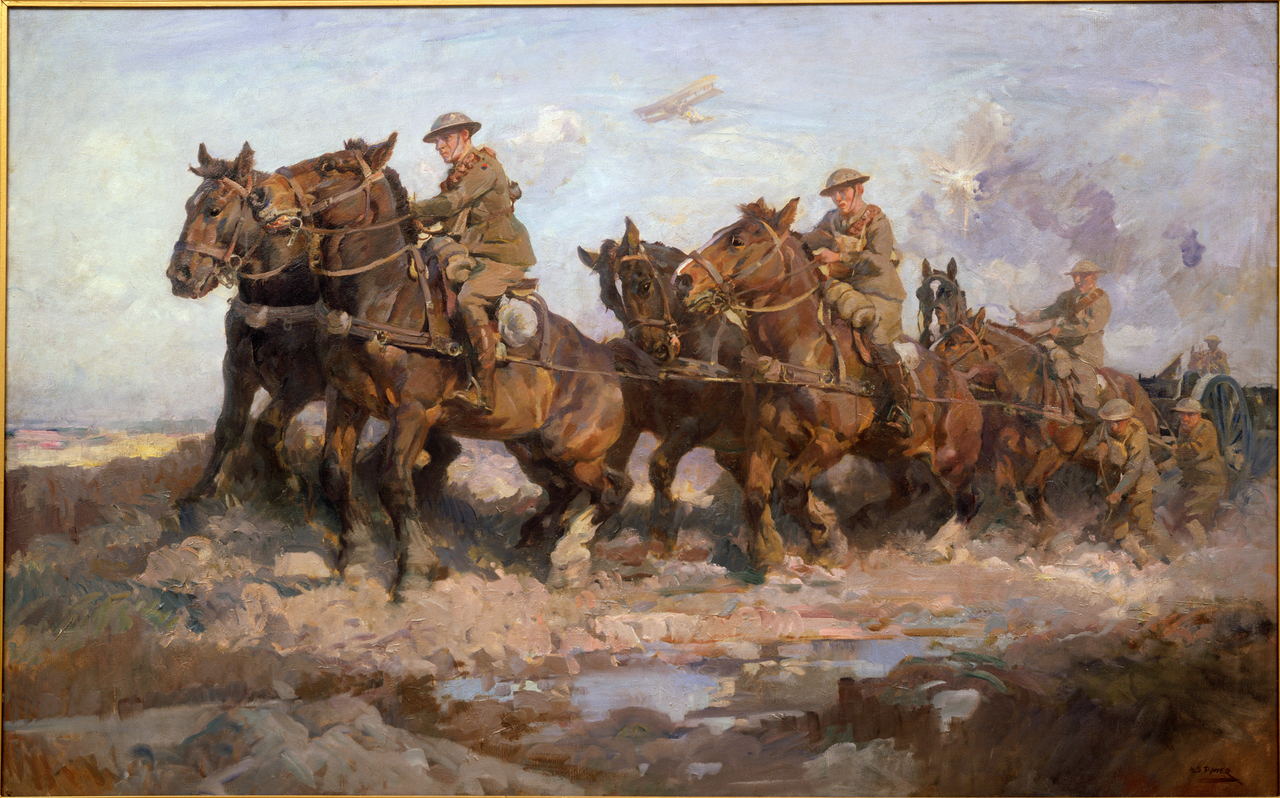
Attelage de chevaux lourds tirant une pièce d'artillerie australienne pendant la Première Guerre mondiale.

Ce sont les ancêtres des chevaux de trait qui étaient appréciés pour le transport de charges lourdes (artillerie, ravitaillement…) et leur aptitude à rester calme sous le feu. Certains historiens pensent qu'ils ont également porté les chevaliers les plus lourdement armés durant le Moyen Âge en Europe, d'autres pensent au contraire que cette charge était dévolue aux chevaux de poids moyen. La controverse porte aussi sur l'emploi de chevaux de trait comme destriers,. Les ancêtres du percheron font partie des plus petits chevaux de cette catégorie, ils étaient appréciés en raison de leur format qui les rendait capables de manœuvrer facilement pendant une bataille.

### Autres équidés
Les chevaux ne sont pas les seuls équidés à être utilisés pendant les guerres. Les ânes et les mules sont utilisés et le sont encore pour le transport de matériel ou vivres et plus rarement comme animal de selle. Ils ont en effet l'avantage de supporter une plus grande charge et d'aller sur des terrains plus difficiles que les chevaux. Cependant, sous les tirs d'armes à feu, les mules sont moins coopératives que les chevaux, elles ne sont donc pas utilisées pour tirer l'artillerie sur les champs de bataille.

## Formation

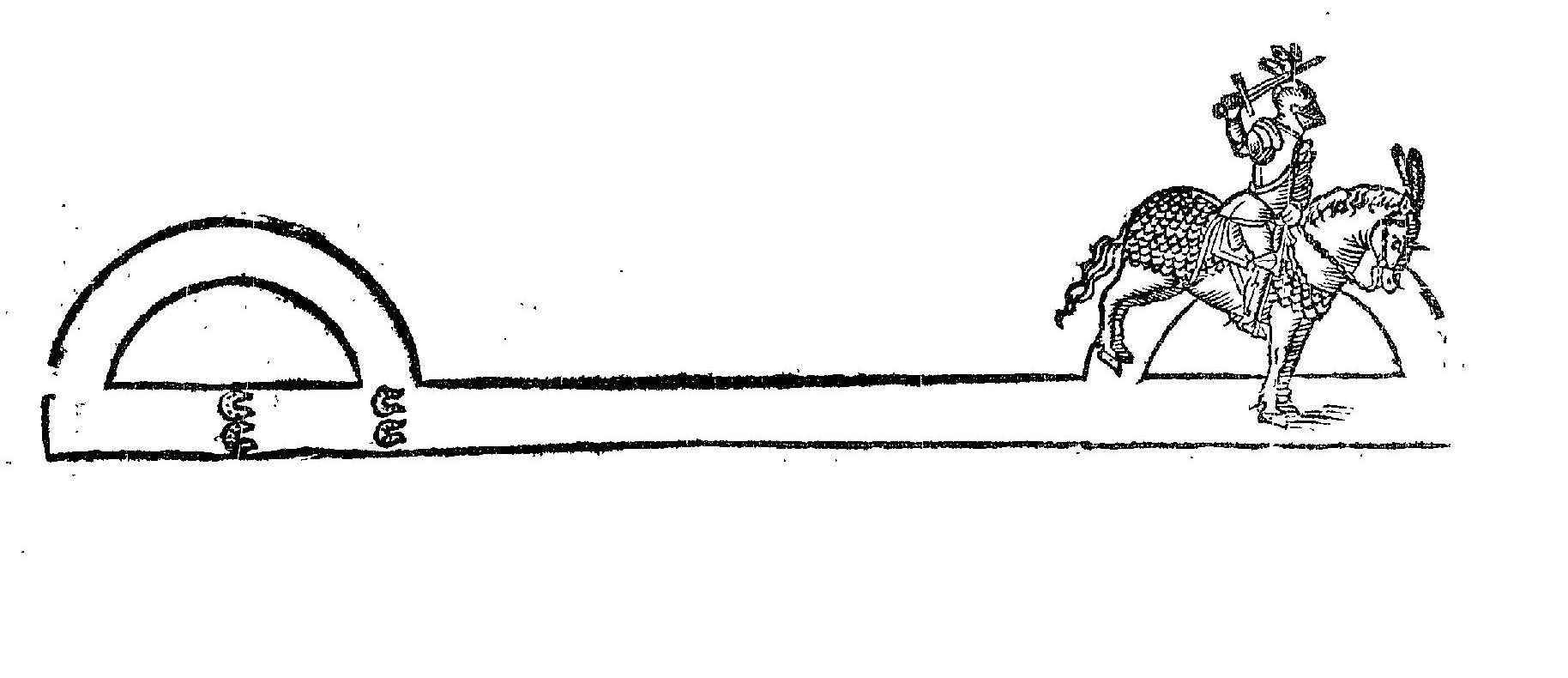
Entrainement d'un cheval (1603).

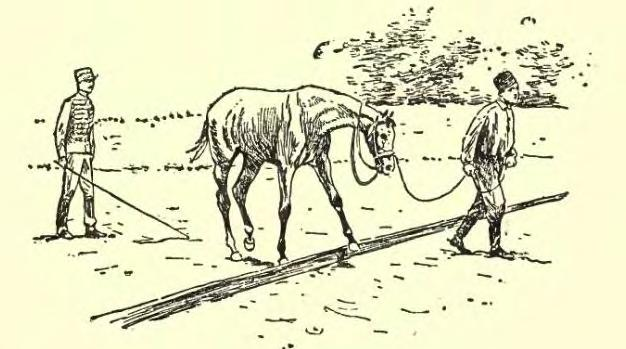
Première leçon de saut d'obstacles en longe.

Le plus ancien manuel connu sur l'entrainement des chevaux concerne ceux qui tirent des chars, il a été écrit par Kikkuli en 1350 av. J.-C.. Un traité sur l'entraînement de chevaux montés, en particulier pour la cavalerie grecque est écrit en 360 av. J.-C. par Xénophon officier de cavalerie grecque. Un des premiers textes en provenance d'Asie a été celui de Kautilya, écrit en environ 323 av. J.-C.
Que les chevaux soient formés pour tirer des chars, pour être montés dans la cavalerie légère ou lourde, ou pour porter les chevaliers en armure, une formation poussée est nécessaire pour surmonter l'instinct naturel du cheval à fuir le bruit, l'odeur du sang, et la confusion du combat. Ils ont aussi appris à accepter tous les mouvements soudains ou inhabituels du cavalier utilisant une arme ou évitant celles des ennemies. Les chevaux utilisés en combat rapproché sont formés, ou du moins autorisés, à donner des coups de sabots, frapper, voire mordre, devenant ainsi des armes eux-mêmes pour les combattants qu'ils portent.
Dans beaucoup de cultures, le cheval de guerre utilisé comme monture est formé pour être contrôlé avec une utilisation limitée des rênes, répondant principalement aux jambes et au poids du cavalier. Le cheval est habitué à tous les harnachements et armures de protection nécessaires, et a appris à rester en équilibre sous la selle du cavalier également lourdement chargée d'armes et d'armures. Le développement de l'équilibre et de l'agilité du cheval a été crucial. Les origines de la discipline du dressage viennent du besoin de former des chevaux à la fois dociles et maniables. Les mouvements de la « Haute École » de dressage classique tels qu'enseignés aujourd'hui à l'École espagnole d'équitation prennent leurs racines dans les manœuvres des champs de bataille. Toutefois, les airs relevés étaient peu susceptibles d'être utilisés au combat puisqu'ils auraient exposé le ventre non protégé du cheval aux armes des fantassins.
Les chevaux utilisés pour des attelages à plusieurs ne sont pas seulement formés aux conditions de guerre, mais aussi au travail en équipe de deux à quatre chevaux.

## Modes d'utilisation

### Chars antiques

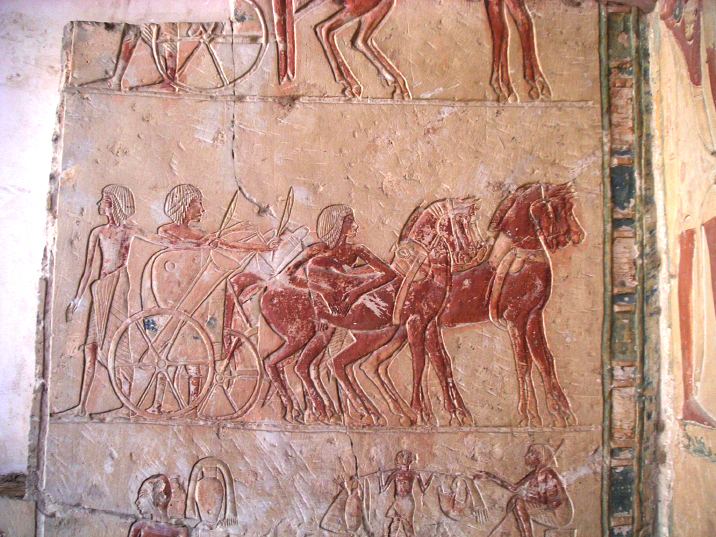
Relief représentant les chars de l'armée d'Horemheb, Saqqarah, XVIIIe dynastie égyptienne.

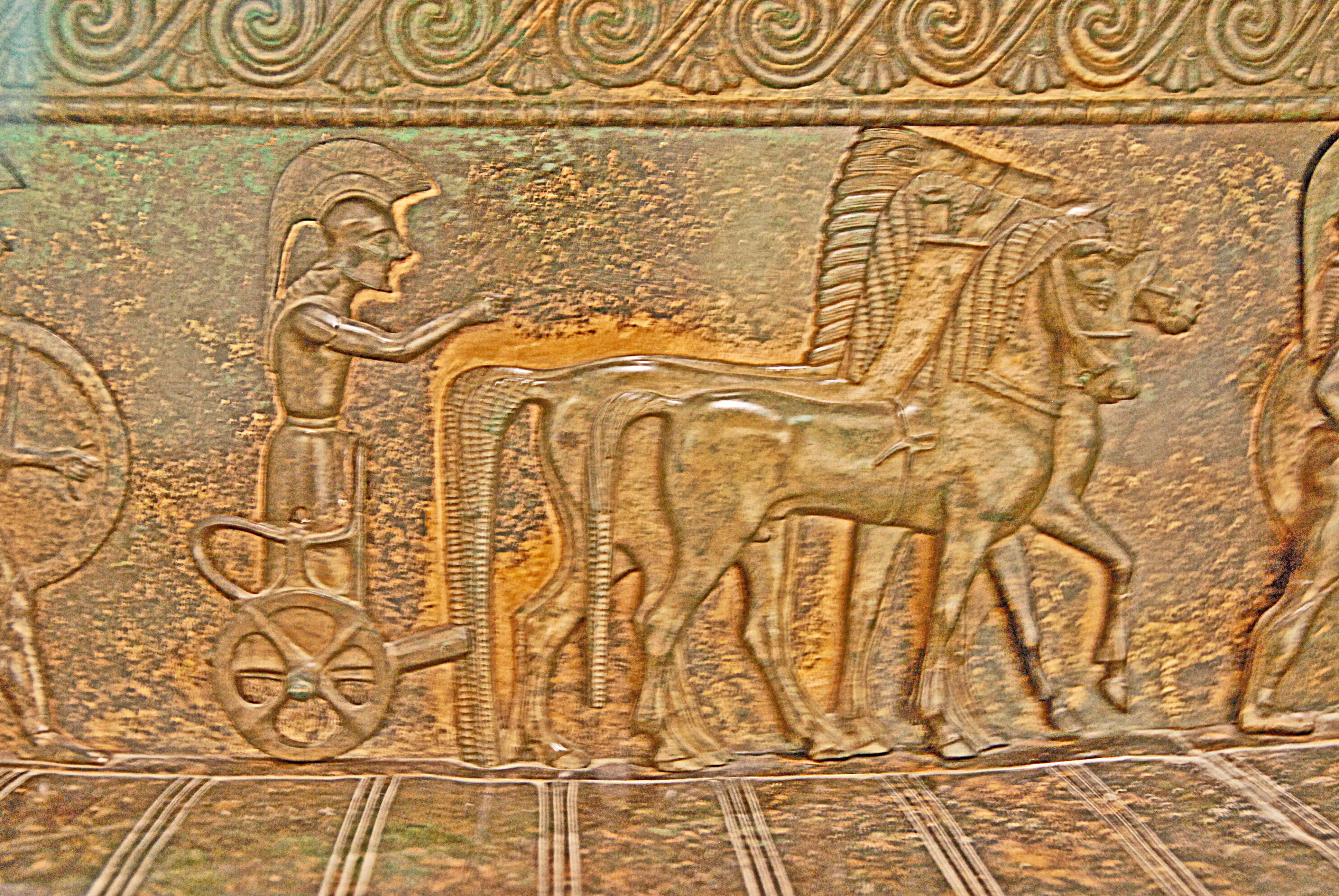
Char grec - Détail du cratère de Vix.

Parmi les premières preuves matérielles d'utilisation des chars, on retrouve les sépultures de chevaux et de chars inhumés par des hommes de la culture d'Andronovo (en particulier les Sintashta-Petrovka) sur le territoire de l'actuel Russie et du Kazakhstan. Elles datent d'environ 2 000 ans avant notre ère. Dans les textes, la plus ancienne preuve est probablement un char de guerre au Proche-Orient ancien évoqué dans un écrit en langue hittite rédigé par Anitta, datant du XVIIIe siècle av. J.-C. et qui mentionne 40 attelages de chevaux au siège de Salatiwara. Par la suite, les Hittites sont devenus bien connus dans le monde antique pour leurs prouesses avec leurs chars. Leur utilisation généralisée au combat coïncide approximativement avec le développement de l'arc composite vers 1600 av. J.-C. D'autres améliorations en matière de roues et d'essieux, ainsi que des nouveautés dans l'armement embarqué ont permis l'usage des chars dans les batailles de l'âge du bronze de la Chine à l'Égypte.
Les Hyksôs envahissent l'Égypte antique au XVIe siècle av. J.-C. et y introduisent le char qui sera rapidement adopté par les Égyptiens,. Le plus ancien texte conservé lié aux chevaux de guerre dans le monde antique est le traité hittite de Kikkuli, qui remonte à environ 1350 av. J.-C., et décrit le dressage des chevaux de chars.
Ils existent également dans la civilisation minoenne, puisqu'ils figurent sur les listes d'inventaire de Cnossos en Crète, qui datent d'environ 1450 av. J.-C.. Les chars sont aussi employés en Chine dès la dynastie Shang (de -1600 à 1050 av. J.-C.), où ils sont retrouvés dans les sépultures. Le point culminant de leur utilisation en Chine a été pendant la période des Printemps et Automnes (de 770 à 476 av. J.-C.), bien qu'ils aient continué à servir jusqu'au IIe siècle av. J.-C..
Les descriptions du rôle tactique des chars dans la Grèce antique et l'Empire romain sont rares. L'Iliade fait probablement allusion à des pratiques mycéniennes de 1250 av. J.-C., et décrit l'utilisation de chars plus pour le transport de guerriers jusqu'au champ de bataille que pour le combat effectif. Plus tard, Jules César envahit la Grande-Bretagne en 55 av. J.-C. et 54 av. J.-C., il note alors que les meneurs lancent leur javelot, puis quittent leur char pour combattre à pied,.

### Cavalerie

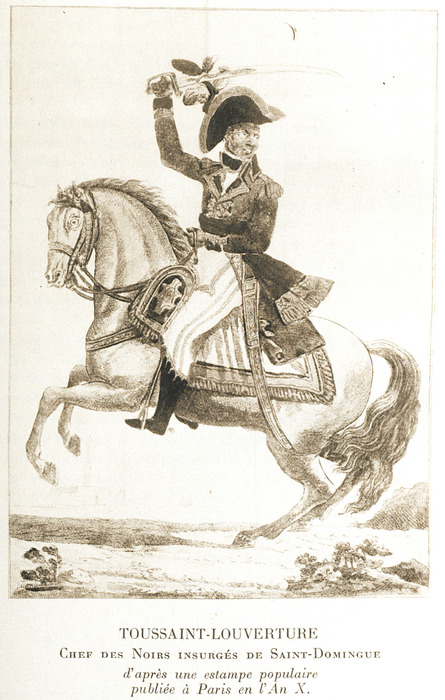
Toussaint-Louverture, chef des Noirs insurges De Saint-Domingue Extrait de : Société de l'Histoire des colonies françaises ; Libr. E. Leroux

Les premiers exemples de chevaux montés pendant la guerre sont ceux des cavaliers armés d'arcs ou de propulseurs sous les règnes des souverains assyriens Assurnasirpal II et Salmanazar III. Les Assyriens ont développé une cavalerie en réponse à l'invasion de peuples nomades du nord, tels que les Cimmériens, qui sont entrés en Asie Mineure au VIIIe siècle av. J.-C. et ont conquis des parties de l'Urartu sous le règne de Sargon II, en 721 av. J.-C..
Les Scythes sont également des guerriers à cheval qui ont une grande influence sur la région du « Croissant fertile » au VIIe siècle av. J.-C.. Sous le règne d'Assurbanipal en 669 av. J.-C., les Assyriens apprennent à monter sur leurs chevaux dans la position classique que l'on voit encore aujourd'hui : leurs cavaliers montent plus en arrière, les obligeant à descendre de cheval pour tirer à l'arc. Ils sont dès lors considérés comme une vraie cavalerie légère. Les Grecs anciens en utilisent deux types : la cavalerie légère pour l'éclairage et la cavalerie lourde,, mais en quantité limitée en raison du coût de l'entretien des chevaux.
Pour certains historiens, ce sont les Perses qui ont mis au point la cavalerie lourde alors que d'autres penchent plutôt pour les Sarmates. À l'époque de Darius Ier (de -558 à -486), la tactique militaire persane nécessite des chevaux et des cavaliers complètement protégés par des armures, ce qui sélectionne les races les plus lourdes et les plus musclées pour porter ce poids supplémentaire. Le cataphractaire était un type de cavalerie lourdement armé avec des tactiques, des armures et des armes différentes de celles utilisées à partir de la période perse jusqu'au Moyen Âge.

### Artillerie

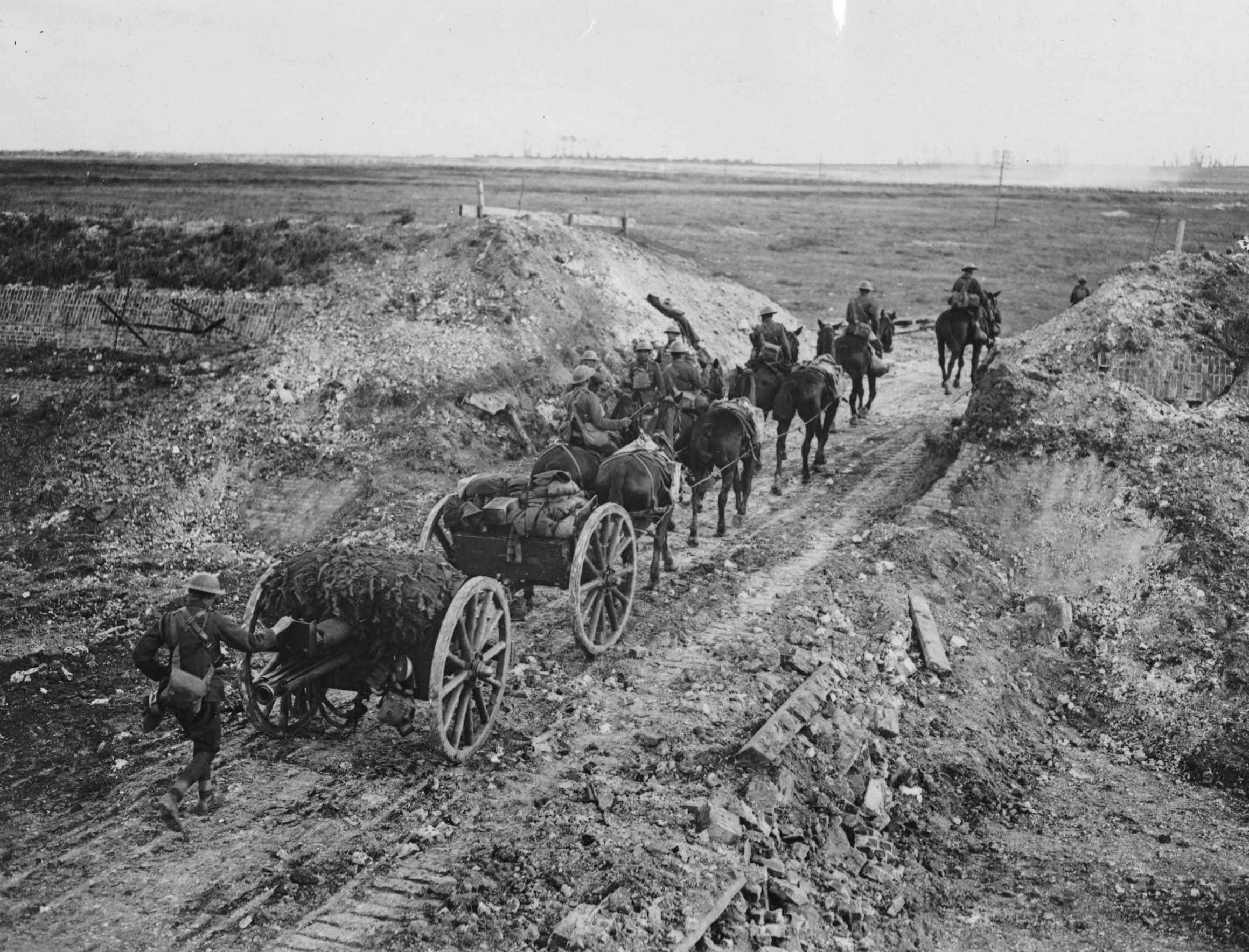
Pièce britannique hippomobile de 18 pounder pendant la bataille du Canal du Nord en 1918.

Après l'invention de la poudre à canon, un nouveau rôle est apparu pour les chevaux qui sont devenus des animaux de trait pour l'artillerie. Les unités d'artillerie à cheval font tracter des pièces légères par six chevaux jusqu'au plus lourdes qui nécessitaient une équipe de douze chevaux. Le transport de fusées Congreves, un type de fusée militaire, pouvait se faire avec jusqu'à 25 chevaux. Avec les chevaux de selle des officiers, des chirurgiens et d'autres personnels de soutien, ainsi que ceux qui tiraient le ravitaillement, un escadron d'artillerie de six canons pouvait exiger 160 à 200 chevaux. En général sous le commandement de la cavalerie, ils étaient également dans certains combats, comme à Waterloo, utilisés comme une force de réaction rapide, repoussant les attaques et aidant l'infanterie. L'agilité et l'aptitude à rester calme sous le feu sont des points importants du caractère d'un cheval d'artillerie, sa taille idéale est de 1,50 m à 1,60 m, fortement bâti, mais capable de se déplacer rapidement.

## Équipement et évolutions techniques

### Harnachements

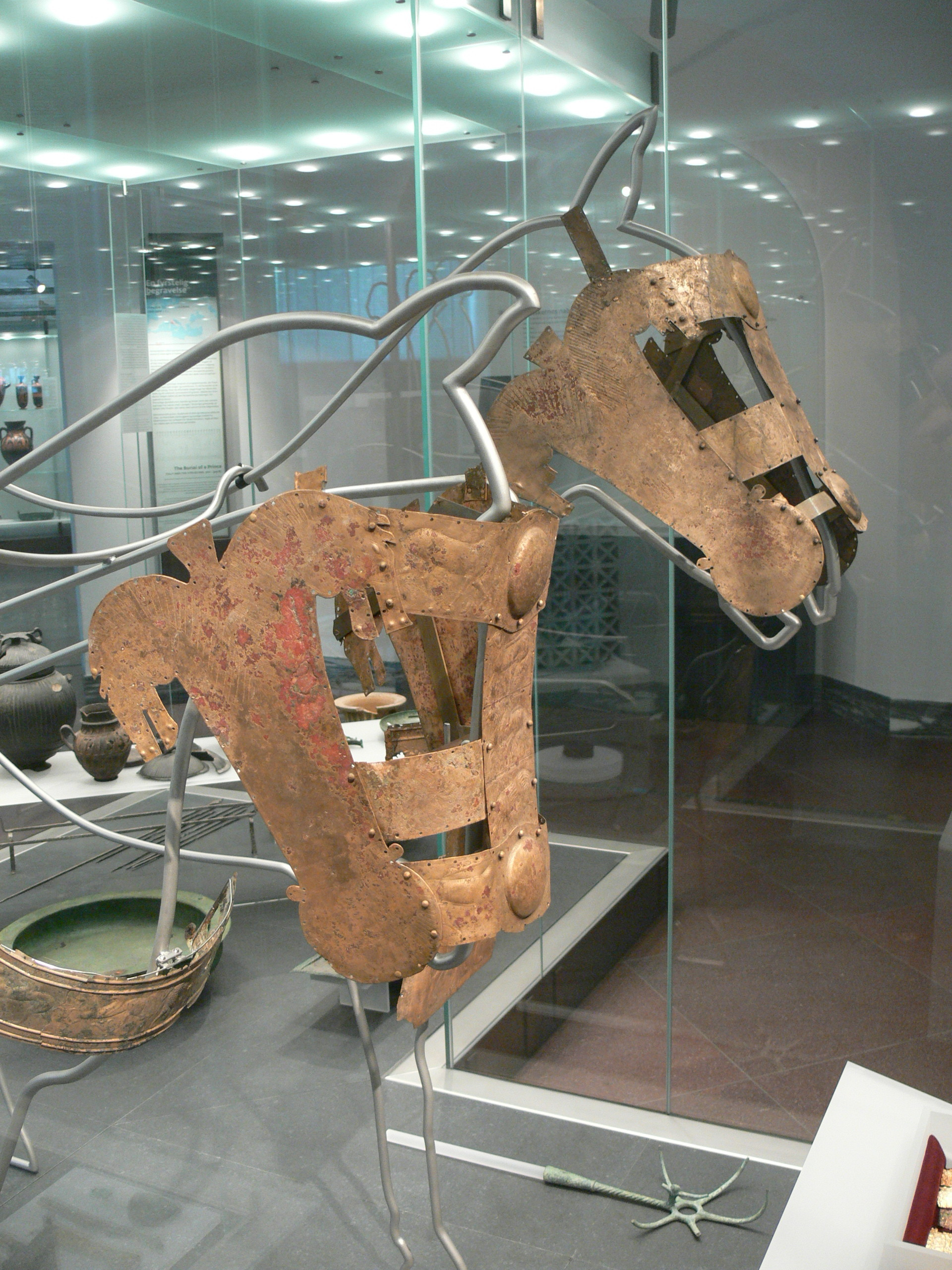
Pièces de harnachement des chevaux d'un char étrusque.

Les chevaux ont commencé à être montés durant la Préhistoire avant d'être attelés. Toutefois, les preuves sont rares, seules quelques peintures ou gravures préhistoriques permettent d'en attester. Des brides de toutes sortes ont été inventées dès que le cheval a été domestiqué. L'utilisation de mors apparaît sur l'usure des dents de chevaux découverts lors de fouilles sur des sites archéologiques de la culture Botaï dans le Nord du Kazakhstan, ces restes dateraient de 3500-3000 av. J.-C..

### Attelages
L'invention de la roue a été une innovation technologique majeure qui a donné lieu aux premières batailles à chars dans l'Antiquité.
Dans un premier temps, les équidés, chevaux et onagres, étaient attelés au moyen d'un collier autour du cou d'une manière similaire à celle des bœufs. Cependant, cette technique n'est pas adaptée à l'anatomie équine, car elle limite à la fois la force et la mobilité de l'animal. Au moment où les Hyksôs envahissent l'Égypte, en 1600 av. J.-C., les chevaux tiraient des chars avec un harnais amélioré qui fait usage d'une bricole, ce qui a permis au cheval d'aller plus vite et de tirer des charges plus lourdes en équipements militaires et armes.
Plus tard le collier d'épaule inventé en Chine au Ve siècle révolutionne l'agriculture et permet également d'accroître les capacités de traction pour des besoins militaires. Cette innovation n'arrive en Europe qu'au IXe siècle et se répand vraiment qu'au XIIe siècle.

### Protections du cheval
La cataphracte est l'une des premières armures couvrant presque entièrement le corps du cheval, elle est reconnaissable par ses lames de métal disposées en écailles. Leurs cavaliers, appelés cataphractaires, ont apporté cette solution pour combattre les archers à cheval des peuples des steppes.
La barde est l'armure du cheval utilisée en Europe du XIIe au XVIe siècle, équivalente à celles de leurs chevaliers, elle était destinée à protéger les chevaux de l'ennemi, qui ne pouvait plus obliger le cavalier à combattre à pied lorsque son cheval était touché. Elle pouvait ne pas être complètement portée, par exemple lors des tournois, pour alléger les chevaux en vitesse. Les risques de blessures étant moindres, seule la partie du chanfrein était portée, ainsi qu'un caparaçon pour protéger le reste du corps.

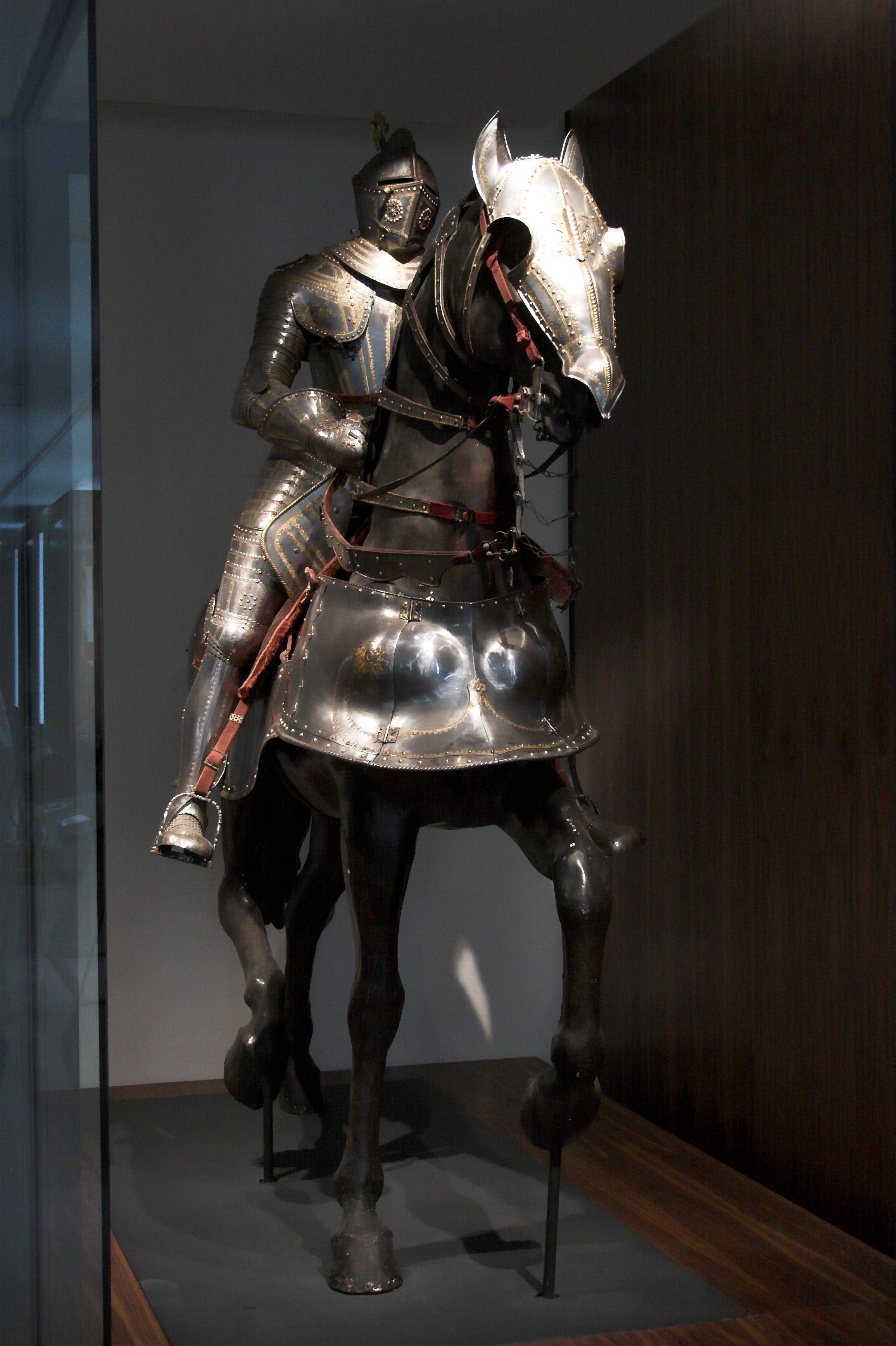
Barde française (armure de Louis XIII au musée de l'Armée)
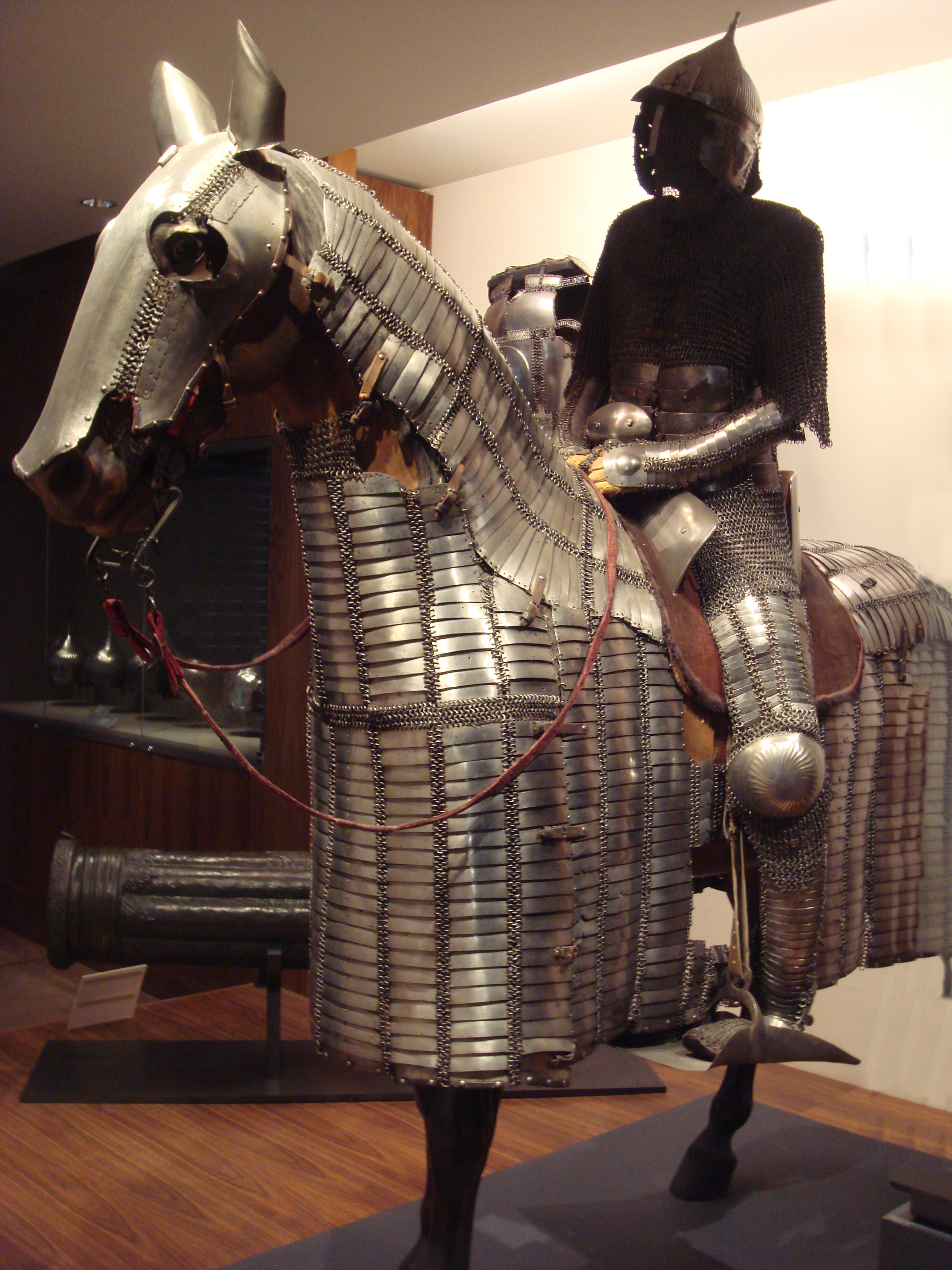
Barde ottomane (Musée de l'Armée)
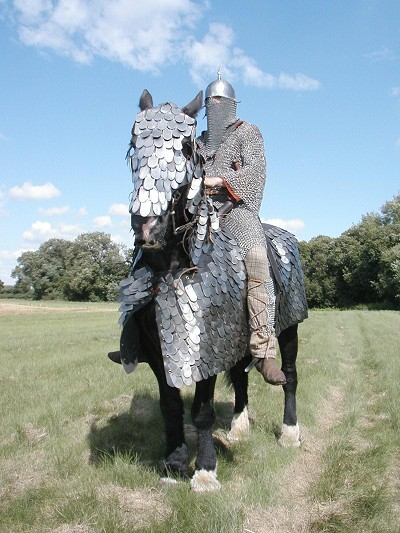
Cataphracte.
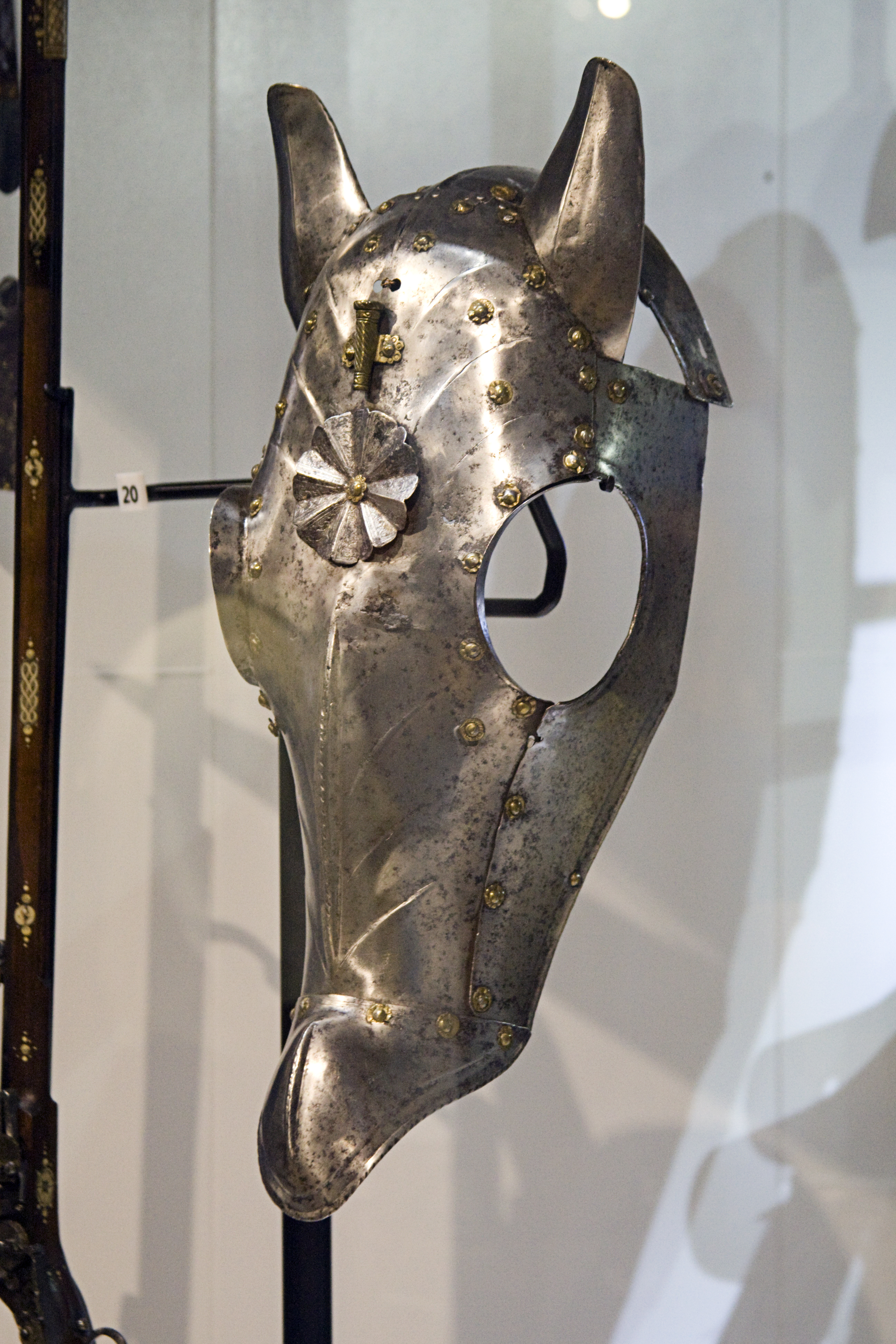
Chanfrein, protection de la tête du cheval.

De nos jours, pour les opérations de maintien de l'ordre, en plus des protections traditionnelles (guêtres, protège-boulets…) les chevaux peuvent être équipés de masques de protection contre les projectiles ainsi que de dispositifs réfléchissant afin d'être vus.

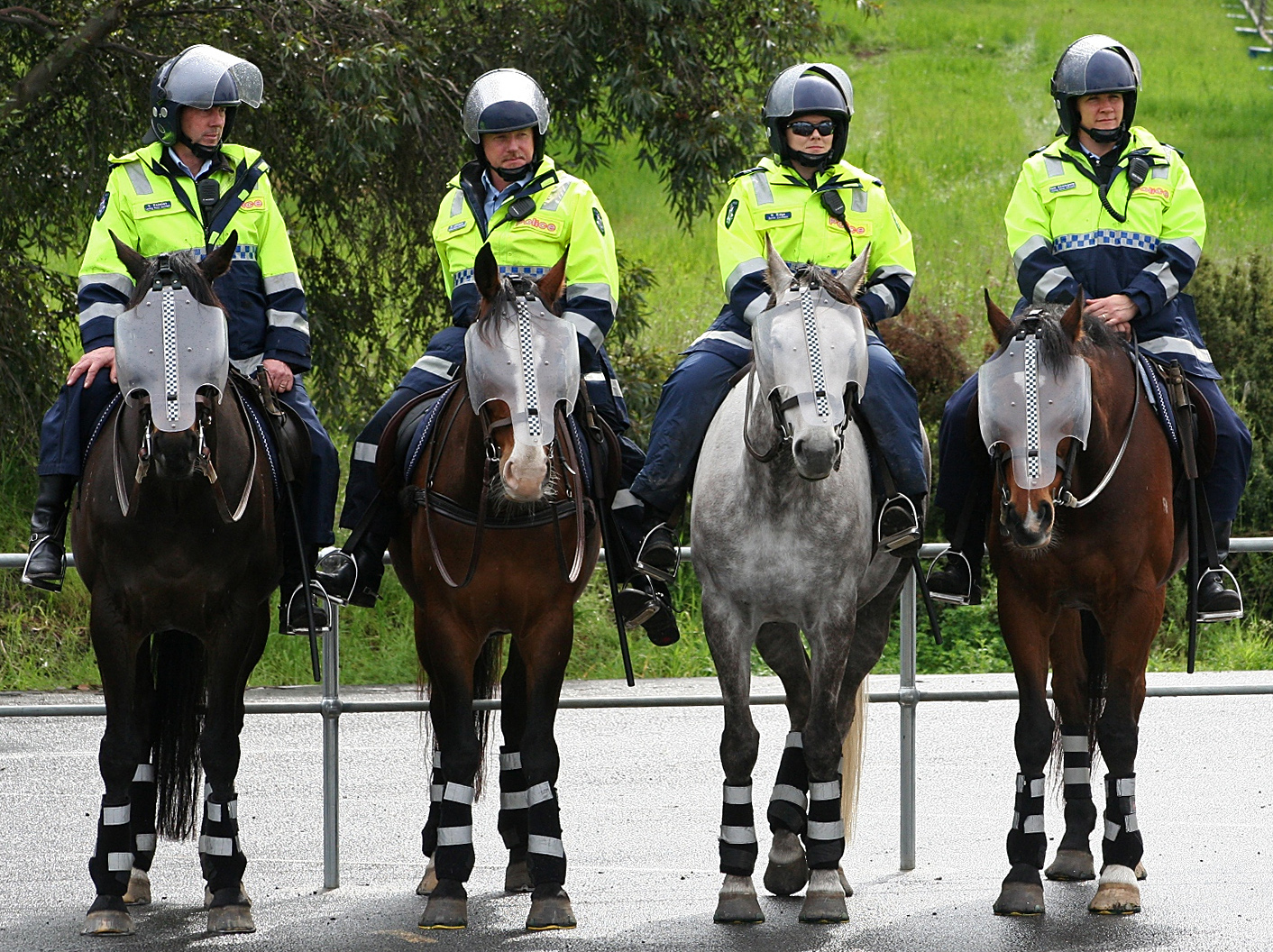
Police montée australienne équipant ses chevaux de protections sur la tête et de bandes réfléchissantes sur les protections des membres.
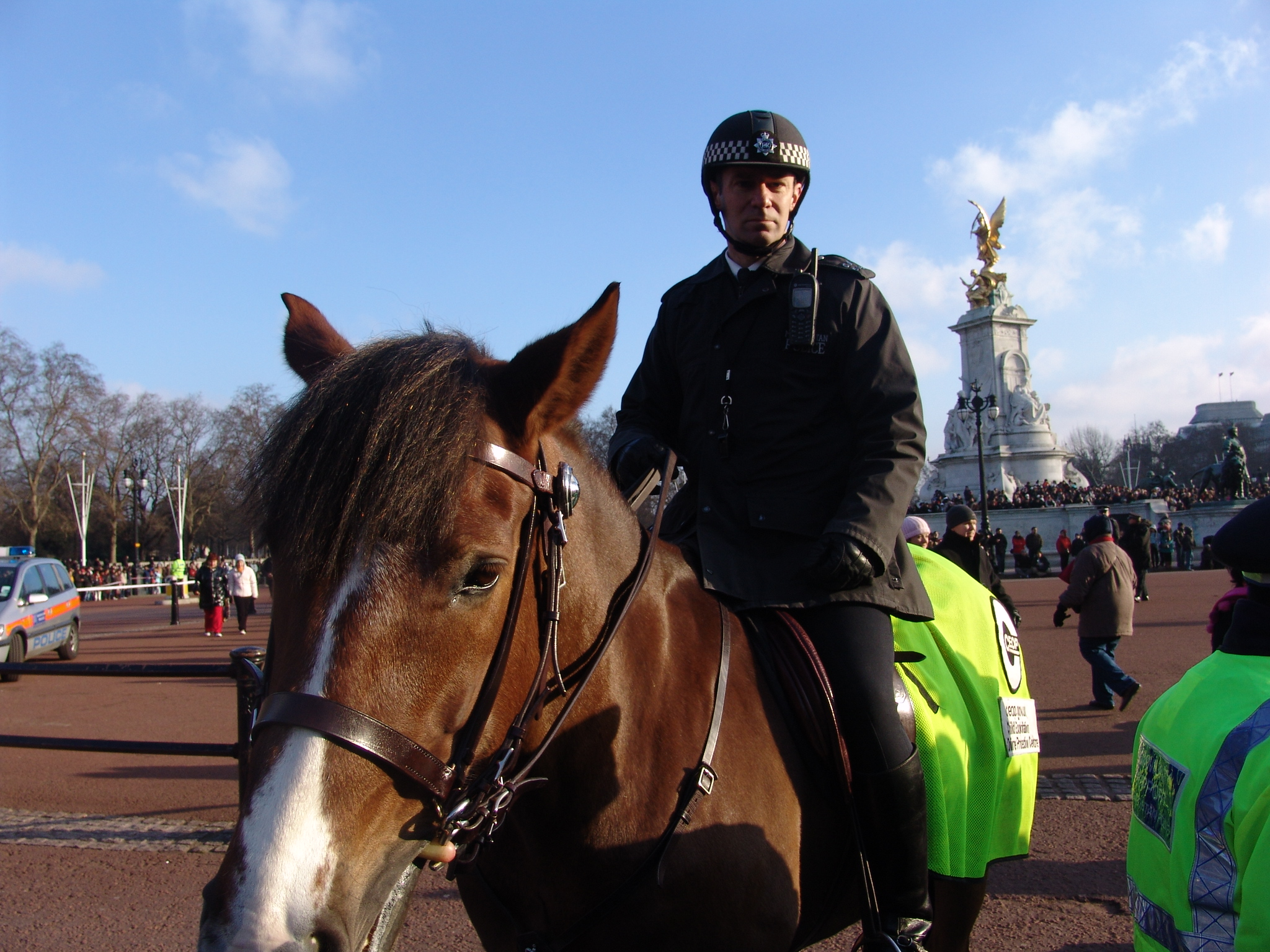
Cheval de la police montée londonienne avec couvre-reins jaune fluorescent.

## Historique

### Afrique

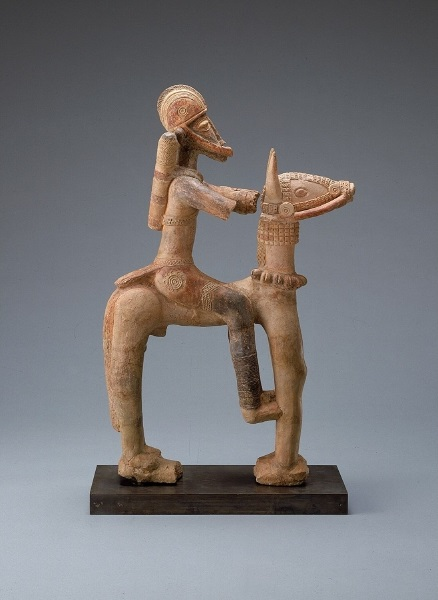
Cavalier malien, terre cuite - XV.

Les chevaux sont utilisés pour la guerre dans le centre du Soudan dès le IXe siècle, où ils sont considérés comme « le bien plus précieux après les esclaves ». Ils commencent à jouer un rôle important dans les conflits en Afrique de l'Ouest à partir du XIe siècle, époque de la domination de la dynastie berbère musulmane des Almoravides. La cavalerie devient un atout important dans la région à partir des XIIIe et XIVe siècle, coïncidant avec l'introduction de grandes races de chevaux et l'adoption généralisée de la selle et de l'étrier.
Le pouvoir de l'empire d'Oyo (actuel Nigeria) et de nombreux états africains islamiques tels que le royaume du Kanem-Bornou (actuel Tchad) repose en grande partie sur leur capacité à soumettre les peuples voisins avec leur cavalerie. Leur prospérité, ainsi que celle d'autres états africains, est également favorisée par le trafic d'esclaves, commerce qui nécessite l'importation de nouveaux chevaux pour répondre à la demande européenne. Cependant, les conditions climatiques difficiles, les maladies endémiques telles que la trypanosomiase ou la peste équine africaine et certains terrains difficiles limitent l'efficacité de la cavalerie dans de nombreuses régions de l'Afrique. Après l'abolition progressive de l'esclavage, l'importation de chevaux diminue en même temps que le nombre de conflits.
Au moment du partage de l'Afrique, l'intérêt tactique représenté par le cheval est fortement réduit du fait de l'apparition des armes à feu modernes. Néanmoins, lors de la seconde guerre des Boers (1899-1902) en Afrique du Sud, les Britanniques font un usage massif de leur cavalerie. Elle constitue un atout majeur de leurs armées, renforcé par l'utilisation de tactiques déjà vues lors de la guerre de Sécession aux États-Unis. Les combats et le terrain très difficiles font perdre plus de 300 000 chevaux à l'armée britannique, remplacés au fur et à mesure par des races plus résistantes : le Basuto, race africaine, et le Waler importé d'Australie.

### Amériques

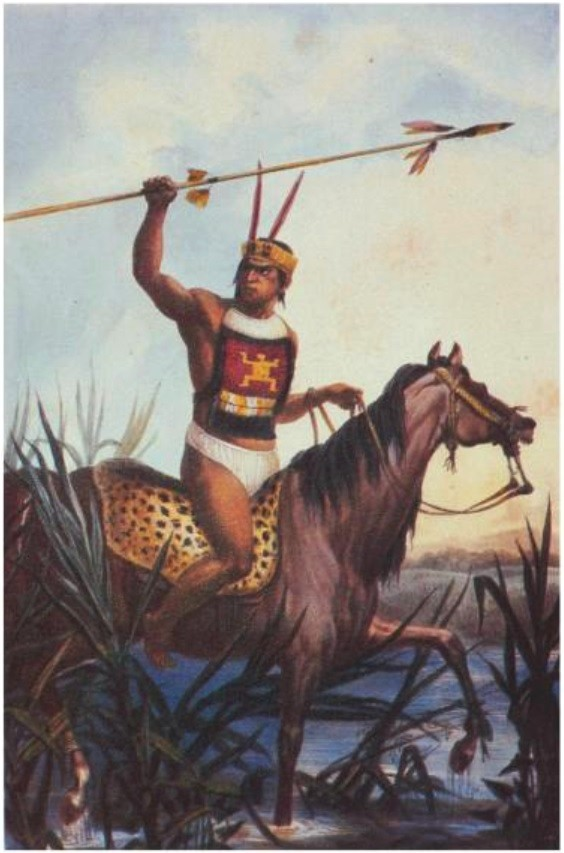
Guerrier monté brésilien de la tribu Charrúa d'après Jean-Baptiste Debret (fin XVIIIe siècle-début XIX).

À l'arrivée des Espagnols au XVIe siècle, cela fait plus de 10 000 ans que le cheval a disparu du continent américain. Ce manque constitue un désavantage considérable pour les peuples autochtones qui, dépourvus de chevaux, ignorent comment lutter contre les cavaleries européennes, et aboutit à la conquête des empires aztèques et incas. La vitesse et l'impact de la cavalerie contribuent aux premières victoires européennes en terrain découvert, mais leur succès est limité dans les régions plus montagneuses, même si les routes incas dans la cordillère des Andes permettent aux Espagnols de mener des raids à cheval tout en résistant au siège de Cuzco de 1536 à 1537. Toutefois, les populations indigènes d'Amérique du Sud apprennent rapidement l'usage de la cavalerie. Au Chili, les Mapuches commencent à utiliser des chevaux durant la guerre d'Arauco en 1586. Ils chassent les Espagnols de l'Araucanie au début du XVIIe siècle et continuent de mener des raids, d'abord contre les Espagnols, puis pour juguler les ambitions territoriales des États chilien et argentin pendant une bonne partie du XIXe siècle.
En Amérique du Nord, les Amérindiens apprennent eux aussi à utiliser les mêmes armes que leurs adversaires : les Comanches et les Cheyennes deviennent des combattants à cheval de renom et des adversaires redoutables de l'armée américaine durant le XIXe siècle.
L'armée américaine est peu équipée en cavalerie à l'époque de la guerre d'indépendance (1775-1783). En 1855, le Congrès autorise la formation de régiments de cavalerie. Nouvellement formée, la cavalerie américaine adopte des tactiques basées sur l'expérience d'affrontements sur de longues distances au cours de la guerre américano-mexicaine (1846-1848) et contre les peuples autochtones sur la frontière occidentale, abandonnant certaines traditions européennes.
La cavalerie américaine joue le rôle le plus important de son histoire pendant la guerre de Sécession (1861-1865), et son importance dans la victoire de l'Union en 1865 est cruciale,. Lors de ce conflit, la bataille de Brandy Station en 1863 est la plus grande bataille de cavalerie d'Amérique du Nord, avec environ 18 000 cavaliers dans les deux camps. Durant cette guerre les pertes en chevaux sont équivalentes à celles en hommes malgré les efforts des hôpitaux vétérinaires qui à la même période font des progrès dans les soins. Les problèmes d'approvisionnement sont fatals pour 180 000 chevaux de l'armée nordiste qui sont morts de faim hors des combats.

### Asie

#### Asie centrale

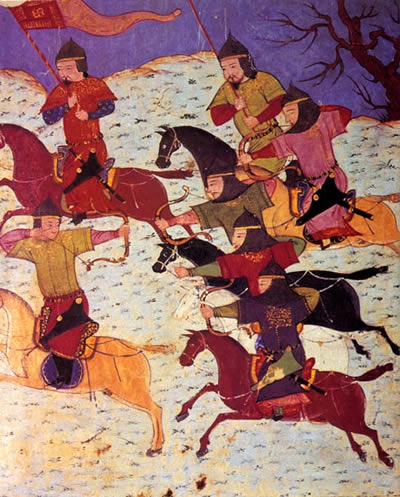
Archers mongols à cheval (illustration d'un manuscrit du début du XIV).

Les relations entre les nomades des steppes et les sédentaires installés en Asie centrale et dans les régions environnantes sont rythmées par les conflits les opposant,. Le mode de vie nomade est adapté à la guerre, et la cavalerie des peuples des steppes constitue [Quand ?] l'une des forces militaires les plus puissantes au monde, uniquement limitée par le manque d'unité de ces peuples. Des chefs particulièrement forts parviennent occasionnellement à unifier différentes tribus et à diriger de puissantes armées. C'est notamment le cas des Huns qui, sous Attila, envahissent la Gaule et le Nord de l'Italie en deux campagnes successives, l'utilisation des chevaux qu'ils élèvent et dressent en grand nombre (de 10 à 100 chevaux par famille) leur confère une grande rapidité. Quelques siècles plus tard, Gengis Khan prend la tête d'une armée mongole composée exclusivement de cavaliers issus de plusieurs tribus. Les chevaux mongols peuvent parcourir une centaine de kilomètres en une journée dans des conditions extrêmes avec un cavalier légèrement armé (essentiellement des archers) : une rapidité incomparable avec d'autres armées disposant d'unités de cavalerie lourde ou d'infanterie.

#### Asie de l'Est

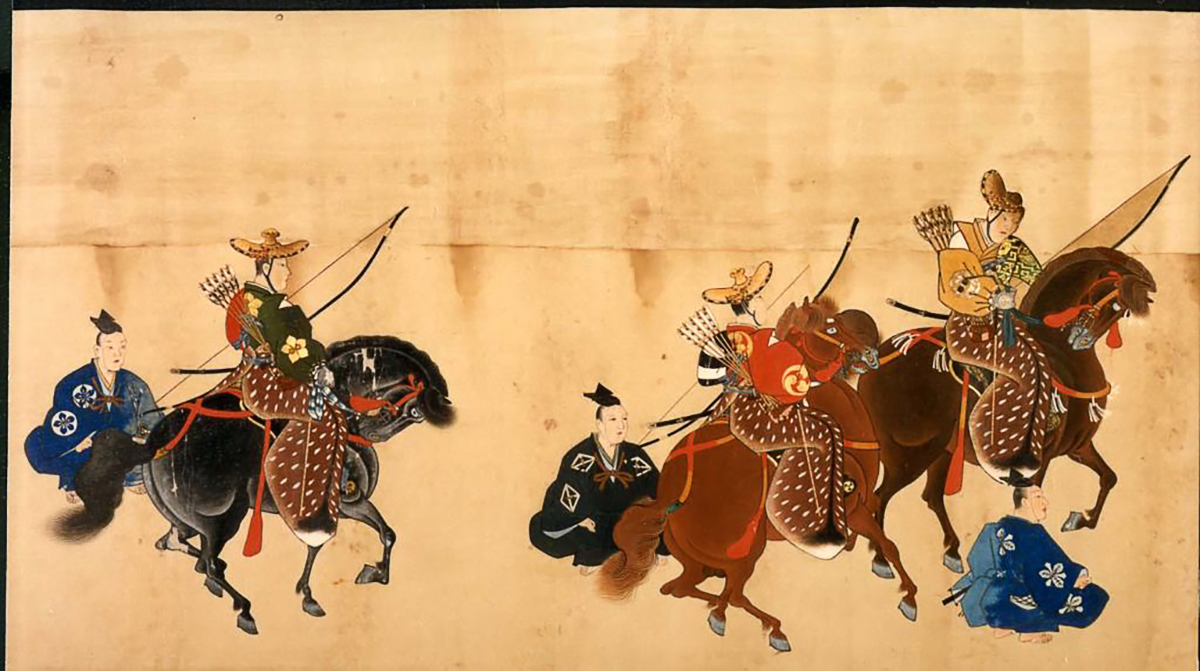
Archers Yabusames à l'époque d'Edo.

Les Chinois utilisent des chars pour la guerre montée jusqu'à la généralisation de la cavalerie légère sous les royaumes combattants (de 403 à 221 av. J.-C.). Ce changement est mis en place pour la première fois par un roi de l’État de Zhao en 307 av. J.-C.. Il a pour objectif de gagner en rapidité par rapport aux chars, il crée alors des unités d'archers à cheval sur le même modèle que ses ennemis les Huns de Mongolie.
Les samouraïs japonais se battent à cheval pendant de nombreux siècles, et sont particulièrement habiles dans l'art du tir à l'arc à cheval. L'art du combat à cheval est développé par des techniques d'entraînement comme le Yabusame, né en 530 et qui atteint son apogée sous Minamoto Yoritomo (1147-1199), durant l'époque de Kamakura. Durant l'époque Sengoku (1467-1515), les samouraïs délaissent l'arc au profit de la lance. Les races de chevaux qu'ils utilisent sont celles de l'archipel japonais, qui semblent proches des chevaux mongols et du cheval de Przewalski : elles en ont gardé les caractéristiques, en particulier la petite taille.

#### Inde

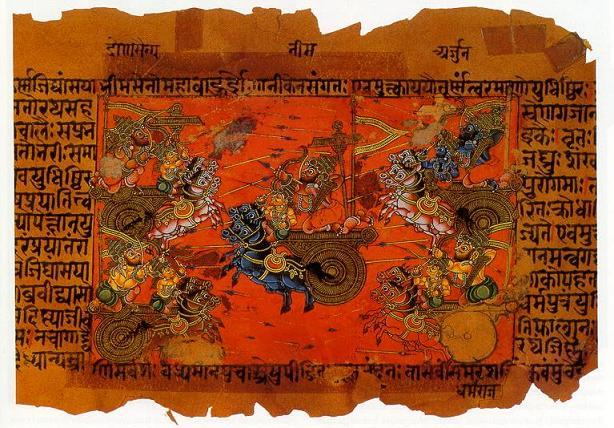
Manuscrit du Mahābhārata décrivant la guerre de Kurukshetra.

La littérature de l'Inde ancienne décrit de nombreux peuples nomades. Les premières traces d'utilisation du cheval de guerre en Asie du Sud remontent à l'époque des textes Purana qui décrivent l'invasion des Indes par les forces de cavaleries conjointes des Sakas, des Kambojas, des Yavanas, des Pahlavas et des Paradas, appelés les « cinq hordes » ou « hordes kshatriya ». Vers 1600 av. J.-C., ils s'emparent du trône d'Ayodhya en détrônant le roi védique Bahu.
Plus tard, d'autres textes tels que le Mahābhārata semblent témoigner d'une volonté d'élever des races de chevaux de guerre et de former des guerriers à cheval. Ces textes précisent que les chevaux des régions Sindhu et Kamboja sont d'excellente qualité et que les Kambojas, Gandharas, et Yavanas sont des experts en matière de combat à cheval.
En matière d'innovations technologiques, il semble que les premiers étriers (de simples boucles), utilisés dès 500 av. J.-C., soient d'origine indienne.
La cavalerie moghole utilise des armes à feu, mais tarde à remplacer l'arc traditionnel composite. En raison des succès militaires européens en Inde, certains dirigeants indiens adoptent le système européen de charges de cavalerie massives, mais pas tous. Au XVIIIe siècle, les armées indiennes continuent à utiliser la cavalerie sur le terrain, avec principalement des chevaux lourds.

#### Monde musulman

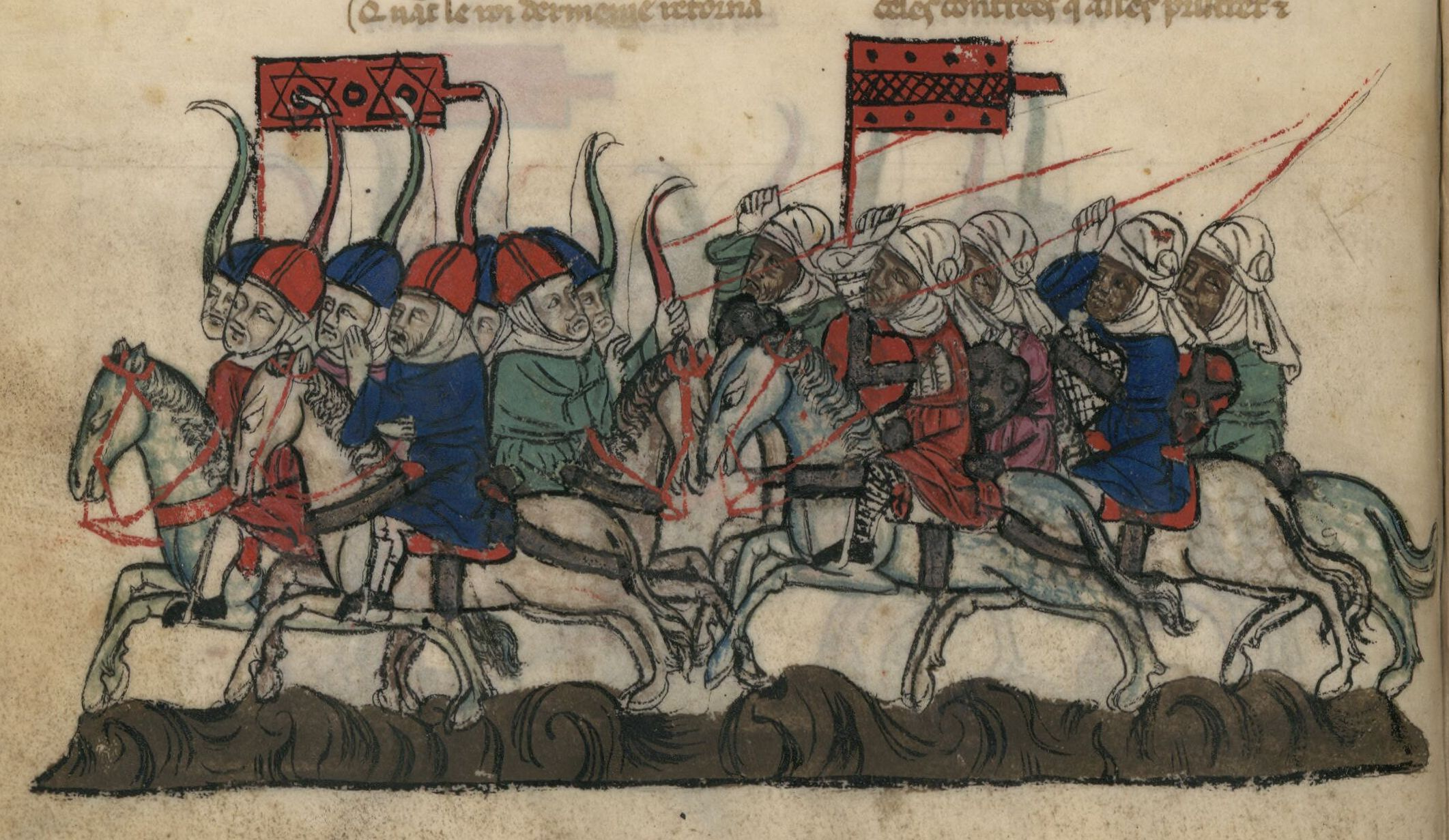
Mêlée de cavalerie mongole et mamelouke, à la bataille de Homs, (XIII).

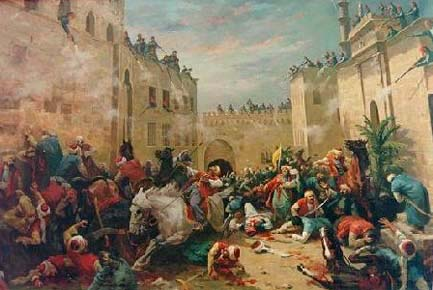
Massacre des Mamelouks par Méhémet Ali, au Caire en 1811.

Au cours des VIIe et VIIIe siècles, les guerriers à cheval musulmans envahissent toute l'Afrique du Nord, puis la péninsule Ibérique. Leurs montures proviennent de différentes races orientales, y compris d'Afrique du Nord avec le Barbe. Ils ne sont stoppés qu'en 732 durant la bataille de Poitiers, la solidité des lignes d'infanterie franques ayant complètement désorganisé la cavalerie musulmane.
À l'époque où différents empires islamiques contrôlent une grande partie du Moyen-Orient, de l'Afrique du Nord et de la péninsule Ibérique, les armées musulmanes se composent principalement d'unités de cavalerie composées de soldats locaux, de mercenaires et de combattants turkmènes. Ces derniers sont particulièrement réputés comme lanciers et comme archers à cheval, et leurs chevaux Akhal-Teke élevés dans le désert du Turkménistan peuvent supporter d'importantes différences de température entre le jour et la nuit. Cette race conserve la réputation d'être particulièrement endurante : en 1935, des Akhal-Teke ont été utilisés pour un voyage d'Achgabat à Moscou à travers le désert du Karakoum, soit une distance de 4 152 km en 84 jours.
L'utilisation de Mamelouks, des esclaves affranchis pour servir comme soldats, se répand à partir du IXe siècle chez les souverains musulmans. Leur solide entraînement guerrier et l'élevage de pointe de chevaux Arabes font d'eux une force de combat très efficace. La Furusiyya est l'art martial qui rassemble l'ensemble de ces connaissances équestres militaires.
Les armées ottomanes continuent à faire un usage important du cheval, principalement dans les corps de sipahis, des soldats qui servent avec leurs chevaux en temps de guerre et reçoivent des terres en paiement de leur service.

### Europe

#### Antiquité
Au IVe siècle av. J.-C., la cavalerie est le deuxième atout d'Alexandre le Grand, après la phalange macédonienne. Son rôle dans la tactique macédonienne est de permettre le contournement des troupes ennemies.
L'Empire romain dispose d'une cavalerie très inférieure à celle de leurs ennemis barbares, elle occupe un rôle auxiliaire par rapport à l'infanterie qui est la force principale des légions romaines. Grâce à Jules César et ses écrits sur la guerre des Gaules, on sait que les gaulois possédaient une cavalerie de poneys celtes. Il dit être « très impressionné par la cavalerie gauloise, bien que les chevaux soient petits et laids ». Durant le siège d'Alésia, l'armée romaine ne doit d'ailleurs sa victoire sur les cavaliers gaulois qu'à la présence des mercenaires germains employés en renfort. Plus tard, sous Hadrien, l'Empire se dote d'une cavalerie lourde de fédérés cataphractaires, sur le modèle de celle des Alains. Ce mode de cavalerie continue à être utilisé et développé sous l'Empire byzantin.

#### Moyen Âge

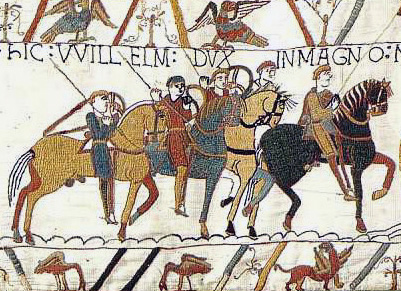
Cavaliers normands pendant la conquête de l'Angleterre en 1066.

Le destrier est le plus connu des chevaux de guerre médiévaux, à travers l'image d'un énorme animal bardé de fer associé à son chevalier en armure complète. Toutefois, cette représentation bien connue à l'époque moderne ne reflète guère la réalité historique puisque l'immense majorité des chevaux de combat médiévaux sont des roncins, moins formés à la guerre et utilisés également pour le transport. Moins cher à l'achat que le destrier mais d'une plus grande valeur que le roncin, le coursier est couramment utilisé comme monture sur le champ de bataille : il présente l'avantage d'être à la fois léger, rapide et puissant. Le cheval de guerre du Moyen Âge dépasse rarement les 1,60 m, les chevaux plus lourds étant plus compliqués à entretenir et ayant des difficultés à s'adapter à des terrains variés. Une analyse poussée de différentes pièces de barde indique des chevaux toisant de 1,50 m à 1,60 m ayant la taille et la constitution d’un cheval de chasse ou d’équitation ordinaire.
Les étalons sont souvent utilisés comme destriers en raison de leur agressivité naturelle. Ces chevaux ont une grande valeur, au point que ceux des vaincus sont récupérés après les batailles par les vainqueurs. Cependant, les juments plus calmes et moins susceptibles de trahir la position à l'ennemi, sont préférées par les Maures qui envahissent plusieurs parties du Sud de l'Europe entre le VIIIe et le XVe siècle.
Les tournois de chevalerie sont l'occasion pour les hommes et les chevaux de s'entraîner aux combats. Cette cavalerie disparaît progressivement avec le développement des armes à feu. Le titre de chevalier devient essentiellement honorifique au XVIe siècle.

#### Renaissance

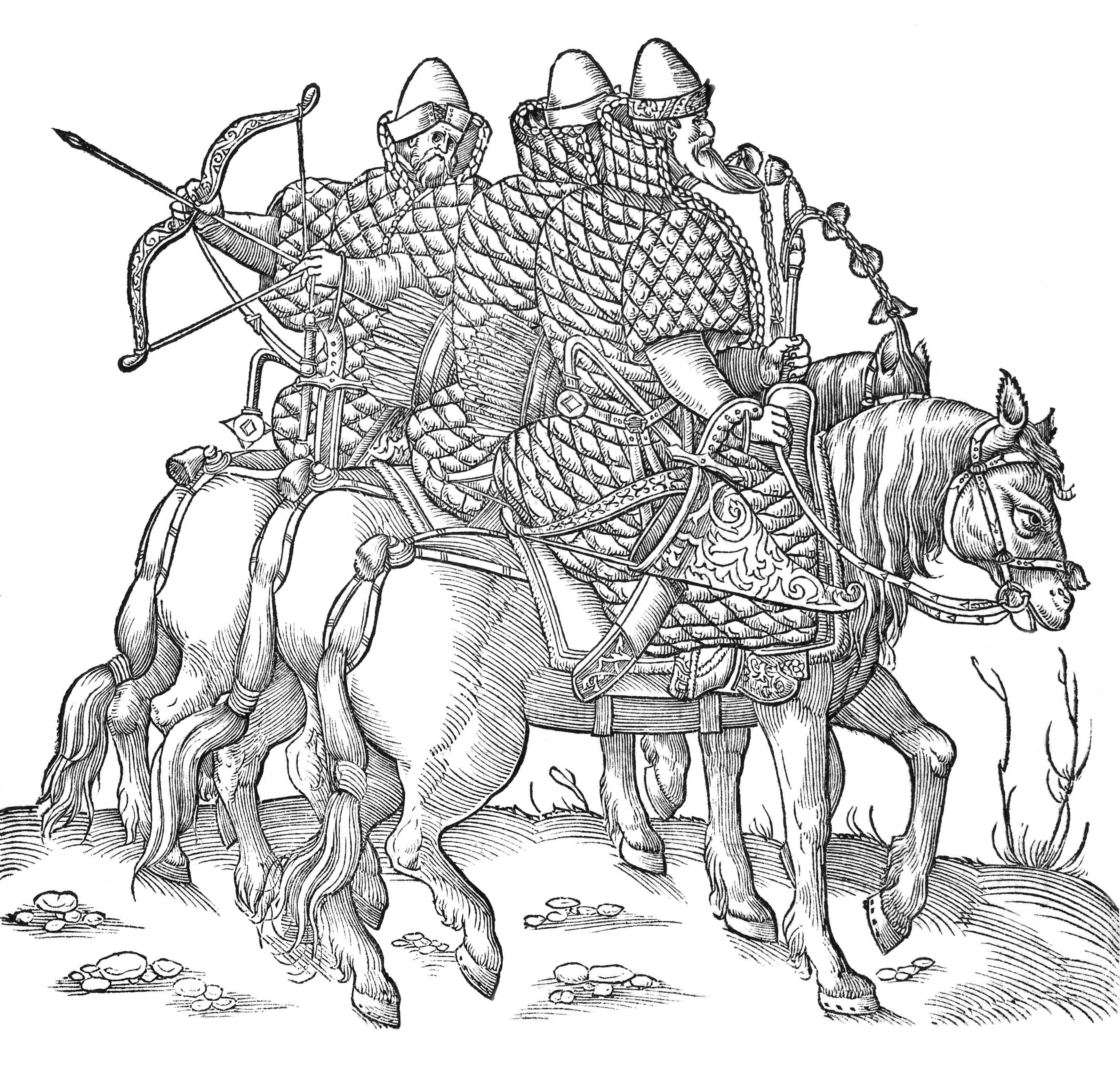
Cavaliers du duché de Moscovie, XVIe siècle-XVIIs.

Le déclin du chevalier en armure est probablement lié à l'évolution des structures des armées et à des divers facteurs économiques, et non pas à leur obsolescence à la suite de l'arrivée de nouvelles techniques. Cependant, certains historiens attribuent la fin de la chevalerie à l'invention de la poudre, ou à l'arc anglais. D'autres soutiennent au contraire que ces technologies ont réellement contribué à l'évolution des chevaliers : les armures de plaques sont développées pour résister aux carreaux d'arbalète médiévaux, et le harnais complet porté au début du XVe siècle est mis au point pour résister aux flèches des arcs.
À partir du XIVe siècle, la plupart des plaques sont fabriquées en acier trempé, ce qui permet très tôt de résister aux munitions des mousquets. Une armure complète avec les plaques contre les mousquets pèse 32 kg au XVIIe siècle, soit nettement moins que l'armure classique des tournois du XVIe siècle.
Cette période marque le passage à une plus grande utilisation de l'infanterie dans les batailles. Les chevaux légers sont encore utilisés pour la reconnaissance et la défense des armées en marche. Des équipes de chevaux de trait ou de bœufs sont également chargées de tracter les canons, tandis que d'autres transportaient le matériel pour les armées.

#### XIXesiècle

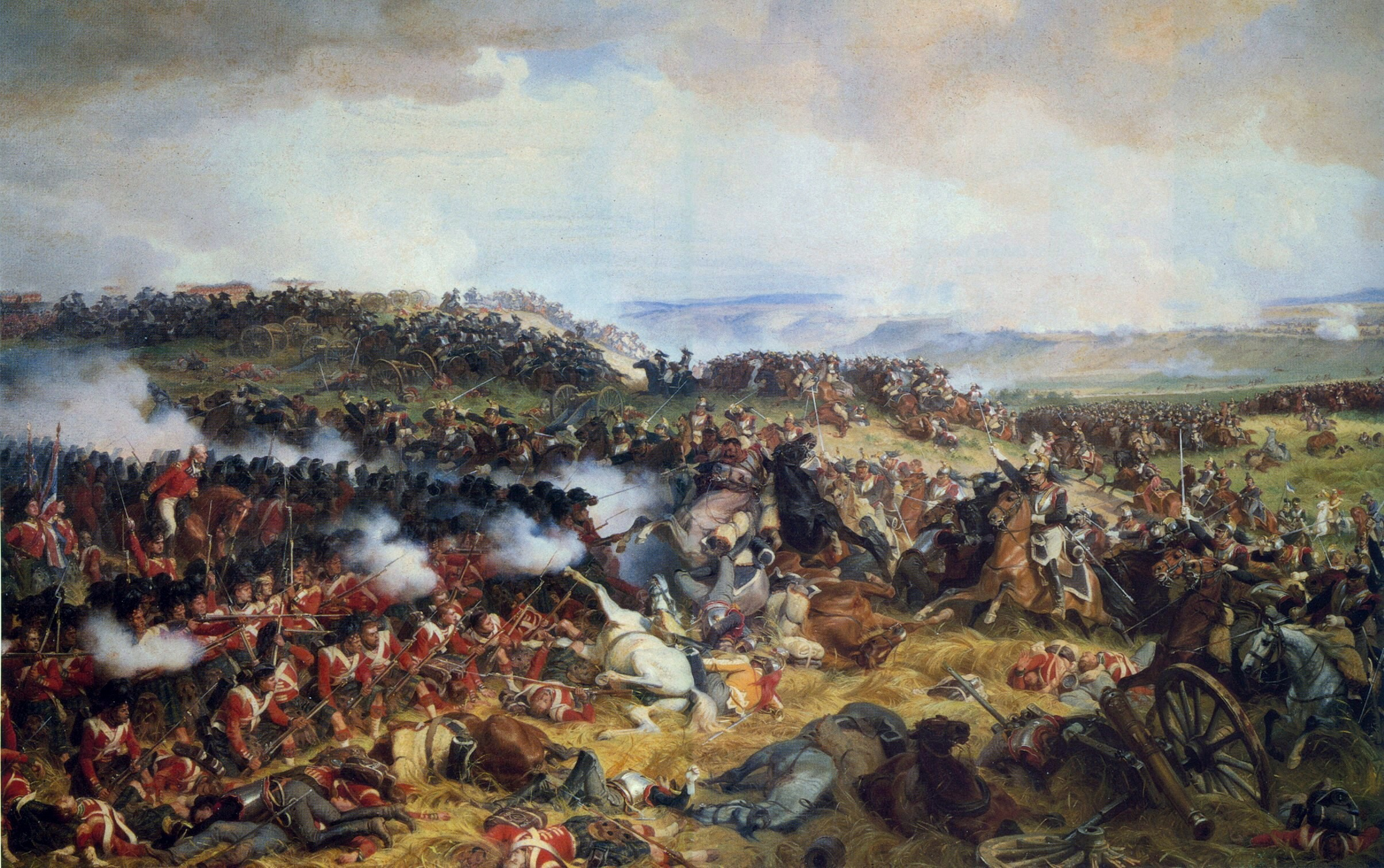
La grande charge des cuirassiers français contre les carrés anglais à la bataille de Waterloo.

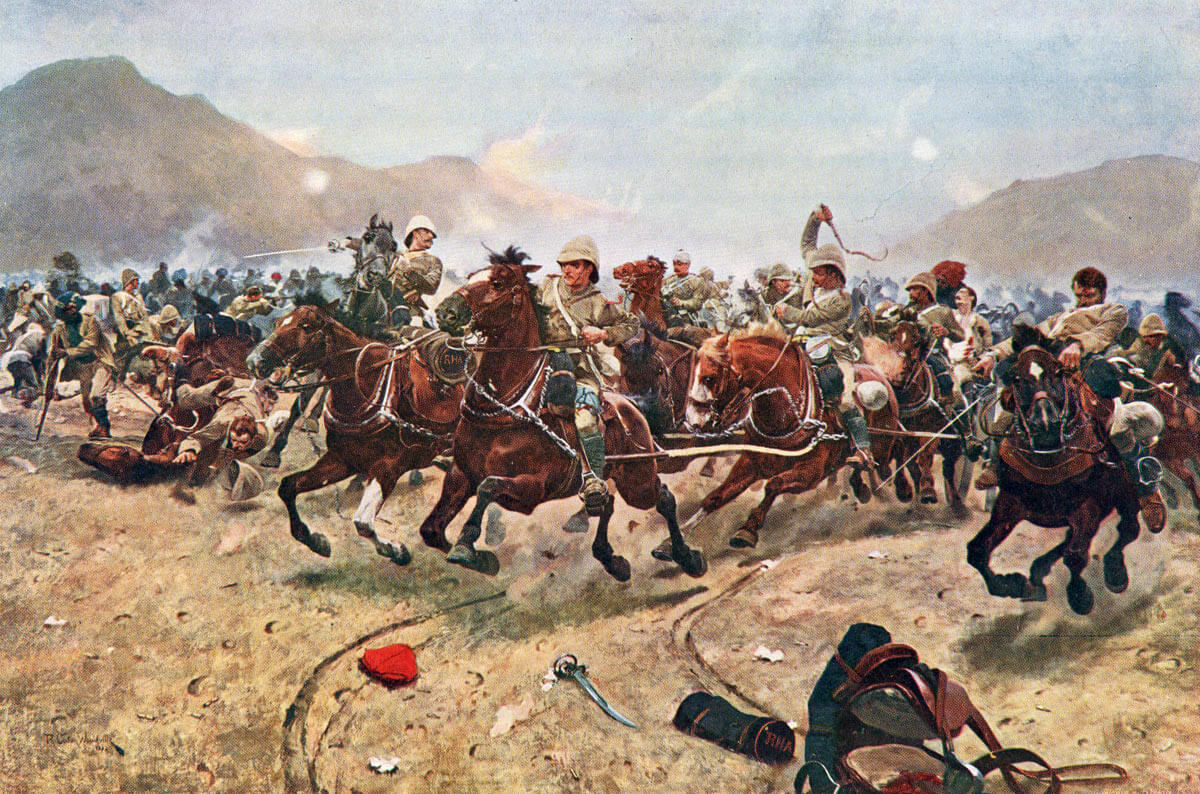
La Royal Horse Artillery britannique pendant la bataille de Maiwand (1880).

Au XIXe siècle, la distinction entre cavalerie lourde et légère est encore importante pour Napoléon Ier, qui place la première au cœur de ses préoccupations. Pendant les offensives des guerres napoléoniennes, les unités de cavalerie sont des troupes de choc, dont les charges doivent rompre les lignes d'infanterie ennemies. Une bonne gestion des chevaux est nécessaire : la vitesse d'environ 20 km/h limite la fatigue et évite une rupture de la formation pendant une charge. En défense, la cavalerie harcèle les flancs des troupes ennemies. Les chevaux servent également à moindre échelle dans l'infanterie, pour le transport ou comme moyen de communication.
La plupart des armées préfèrent des chevaux de taille moyenne : 1,60 m pour un poids d'environ 450 à 500 kg, les cuirassiers ayant les chevaux les plus lourds. Ils sont généralement achetés vers l'âge de 5 ans, puis restent en service actif pendant 10 à 12 ans s'ils survivent aux différentes batailles. Toutefois, les pertes peuvent atteindre 30 à 40 % pendant une campagne, aussi bien en raison des conditions de marche que des attaques ennemies, ce qui oblige parfois des régiments à combattre à pied en attendant d'être rééquipés. Les juments et les hongres sont préférés aux étalons, moins faciles à gérer.
Beaucoup d'unités sélectionnent leurs chevaux afin d'avoir une cavalerie uniforme. Par exemple, les Royal Scots Greys n'utilisent que des chevaux à robes grises. Il y a également des préférences de races du Hunter pour les Britanniques, les Hanovriens pour les Allemands ainsi que les poneys des steppes pour les Cosaques. Cependant au cours des guerres, le manque de chevaux oblige parfois à utiliser n'importe quel type de race.
Dans l'artillerie et le train, chaque armée utilise ses chevaux de trait locaux ; en France, le postier breton est particulièrement apprécié en raison de sa polyvalence importante (cheval de trait, bât, attelage et parfois de selle) qui permet de suivre les mouvements de la cavalerie.

### XXesiècle

#### Première Guerre mondiale

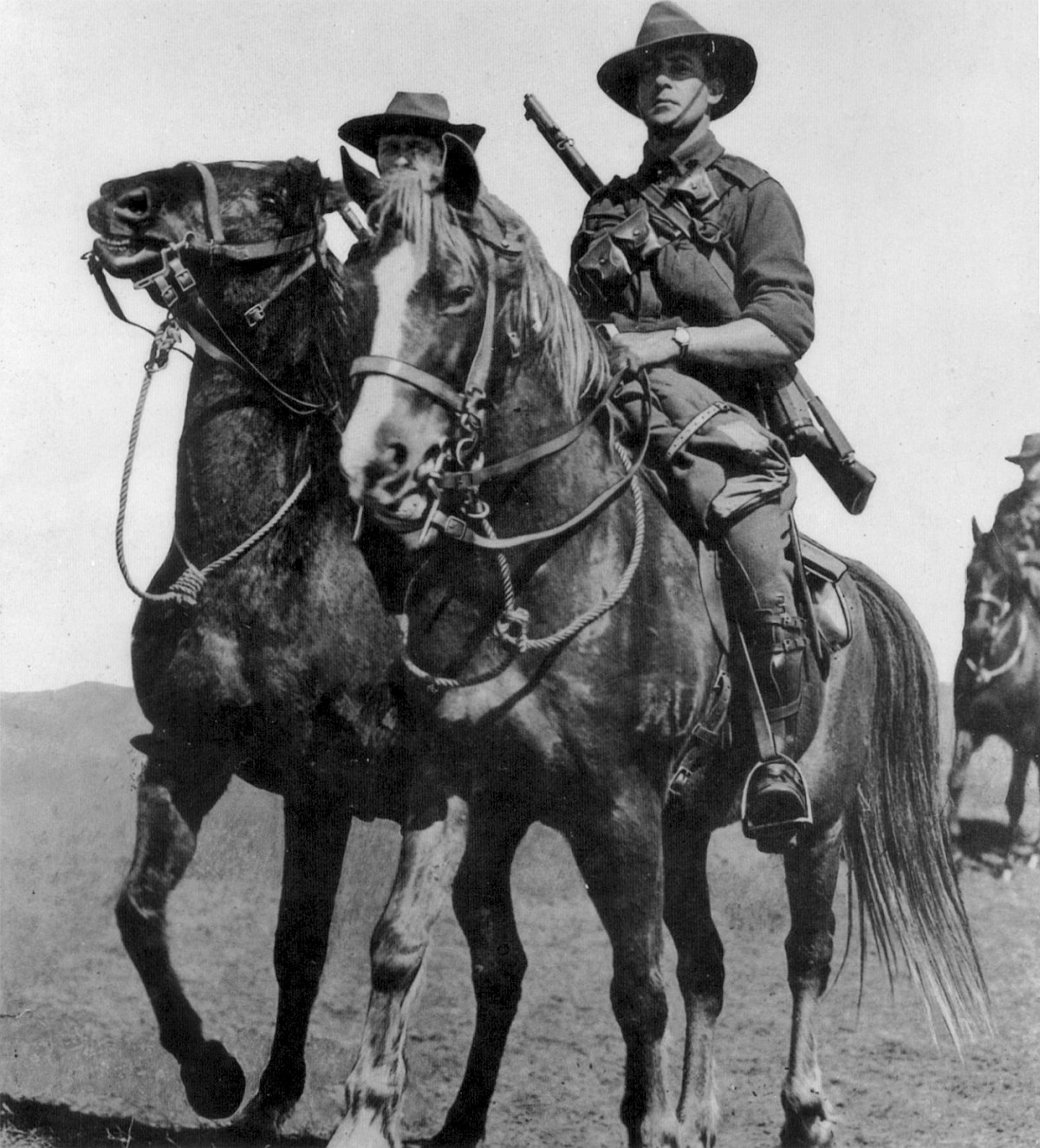
Contingent de la cavalerie des Forces impériales australiennes lors de la bataille des Dardanelles.

La Première Guerre mondiale voit de nombreux changements dans l'utilisation de la cavalerie : la guerre de mouvement ayant rapidement laissé place à une longue guerre des tranchées avec l'utilisation de mitrailleuses, barbelés, gaz et autres armes nouvelles, la cavalerie traditionnelle est devenue vulnérable.
Au début de la guerre, les escarmouches sont nombreuses et les chevaux sont utilisés pour la reconnaissance du terrain. Le développement de mitrailleuses rend inefficace toute tentative de percée du front qui se fixe petit à petit, et les pertes sont de plus en plus importantes. Sur le front Ouest, l'utilisation de chevaux pour le combat cesse presque totalement au bout de quelques mois seulement, alors que sur le front de l'Est et en Afrique, de nombreuses batailles à cheval ont lieu jusqu'à la fin de la guerre. Les chevaux sont utilisés sur tous les fronts comme moyen de ravitaillement, car la plupart des lignes de chemin de fer et les routes sont régulièrement bombardées par les forces ennemies. La demande est telle que toutes les races sont mises à contributions dans les armées européennes : les Britanniques utilisent près d'un million de chevaux et mules pendant le conflit, dont la moitié ne survit pas.

#### Entre-deux-guerres

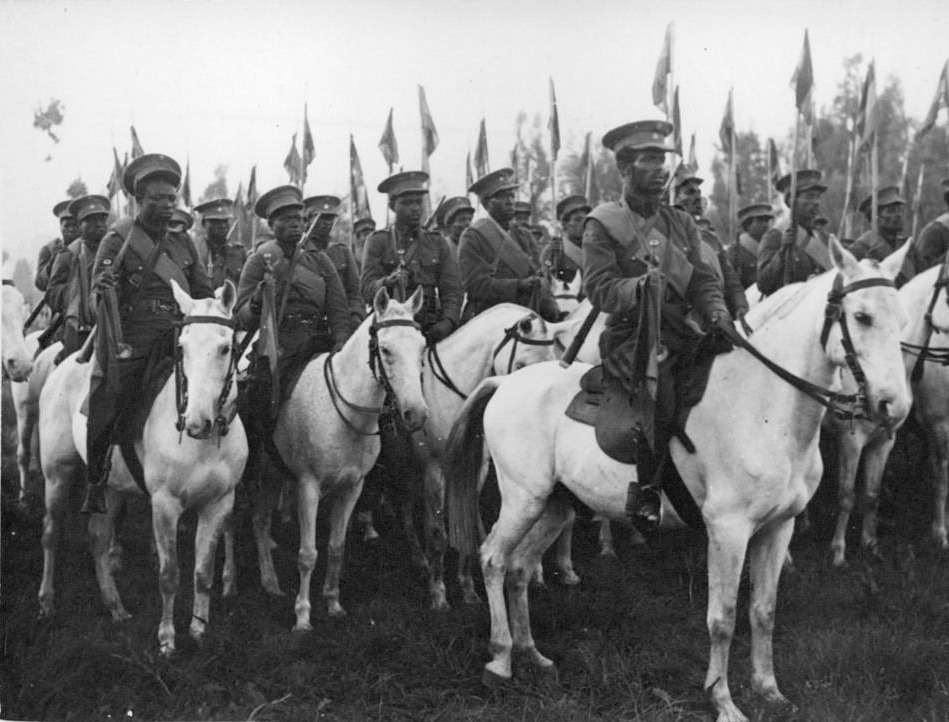
Cavaliers de l’armée éthiopienne durant la Seconde guerre italo-éthiopienne en 1936.

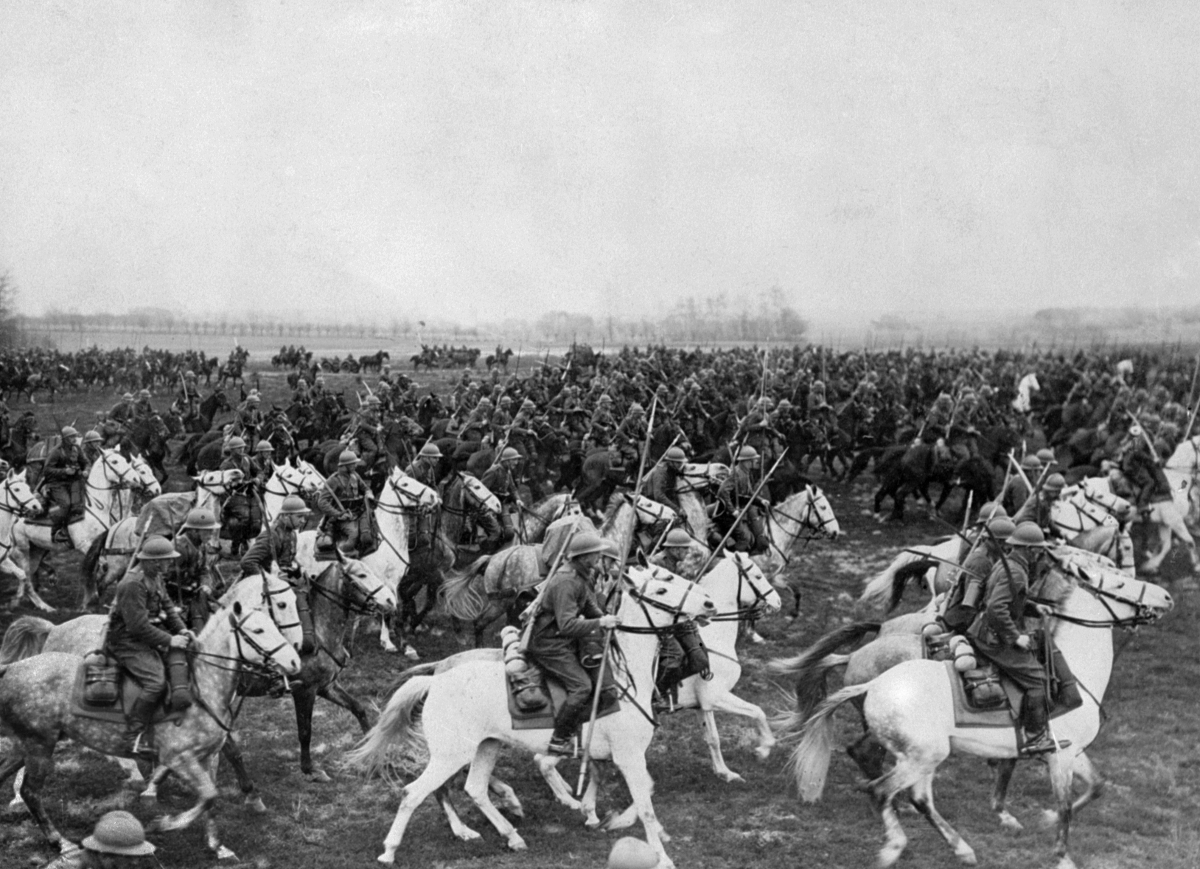
Cavalerie polonaise lors de manœuvres dans les années 1930. Contrairement à un mythe propagé notamment par la propagande allemande, la cavalerie polonaise n'a jamais chargé les panzers pendant la campagne de 1939.

La période de l'entre-deux-guerres marque une forte réduction de l'utilisation du cheval dans les unités de combats des armées occidentales et le début de l'ère des véhicules blindés. En France, seules les troupes coloniales d'Afrique et d'Asie disposent encore d'unités de cavalerie à cheval.
En Amérique latine, Asie et Afrique, son rôle reste important. Au sein de l'armée impériale japonaise, alors qu'il avait 19 chevaux pour 100 hommes durant la guerre russo-japonaise, 37 chevaux pour 100 hommes durant la Première Guerre mondiale, le pourcentage avait encore augmenté durant la guerre sino-japonaise.

#### Seconde Guerre mondiale
Au début de la guerre, la Pologne utilise sa cavalerie (environ 86 000 chevaux en 1939) pour tenter de défendre son territoire contre l'invasion allemande. La Russie dispose elle aussi de 1,2 million de chevaux au début de la guerre. C'est donc sur le front de l'Est que les chevaux sont encore nombreux, puisque la Wehrmacht les utilise aussi. Au début de la campagne de France, l'armée française utilise 400 000 chevaux. Quelques batailles à cheval ont lieu en Afrique et en Asie, comme à Umbrega, au Soudan, en janvier 1941 ou à Binalonan, aux Philippines, en 1942.
Leur rôle en matière de transport est le plus important, en particulier dans l'armée britannique sur les terrains accidentés d'Italie et du Moyen-Orient. L'armée américaine dispose de peu de chevaux pour la cavalerie et les unités de support, le général George Patton le regrette durant les campagnes d'Afrique du Nord et de Sicile, il pense que cela aurait permis d'empêcher les troupes allemandes de se replier.
Les Allemands et les soviétiques utilisent massivement des chevaux jusqu'à la fin de la guerre pour le transport des troupes et leur ravitaillement. L'armée allemande est à court de moyens de transport motorisés, ses usines produisant surtout des chars et des avions. Elle mobilise donc 2,75 millions de chevaux, soit plus que durant la Première Guerre mondiale. Une division d'infanterie allemande en Normandie en 1944 a 5 000 chevaux. Les Soviétiques utilisent 3,5 millions de chevaux.

### XXIesiècle

#### Conflits actuels
Certains pays du tiers-monde possèdent encore des combattants à cheval, comme les milices montées Janjawid au Soudan qui s'en prennent régulièrement aux populations civiles dans le conflit du Darfour. Dans certains cas exceptionnels, les chevaux sont encore utilisés sur des terrains difficiles d'accès, ainsi lors du conflit afghan les forces spéciales américaines ont dû utiliser des petits chevaux locaux.

#### Nouvelles utilisations

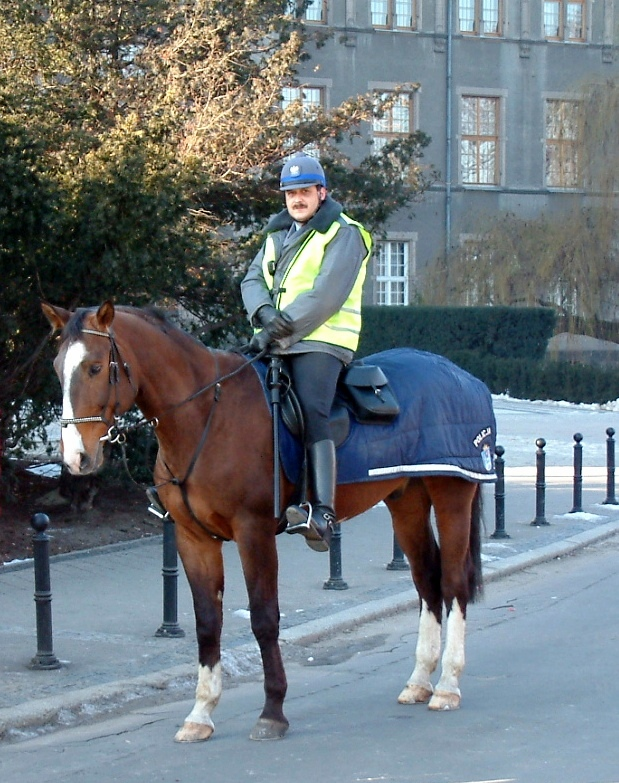
Police montée polonaise issue des anciens régiments de cavalerie du pays.

Peu d'armées utilisent encore le cheval, les unités de cavalerie étant principalement équipées de chars de combat. Cependant il existe encore des unités montées ayant de nouveaux objectifs. Le cheval est ainsi employé dans des unités de police montée pour le maintien de l'ordre lors de manifestations ou d'émeutes, d'événements sportifs ou de patrouilles. Les cérémonies, les défilés et les reconstitutions font également partie des objectifs de ces unités qui montrent une image représentative de l'histoire et des traditions du pays qu'elles représentent.
Grâce à leur savoir-faire, nombre de militaires participent aussi à des compétitions sportives. Ainsi, entre 1912 à 1948, les épreuves équestres des jeux olympiques sont exclusivement réservés aux officiers, et ces trois disciplines olympiques voient encore aujourd'hui une forte participation de militaires. Le concours complet d'équitation (CCE) est d'ailleurs à l'origine un entraînement purement militaire des chevaux au combat.

#### Les chevaux dans les unités militaires actuelles

##### En France

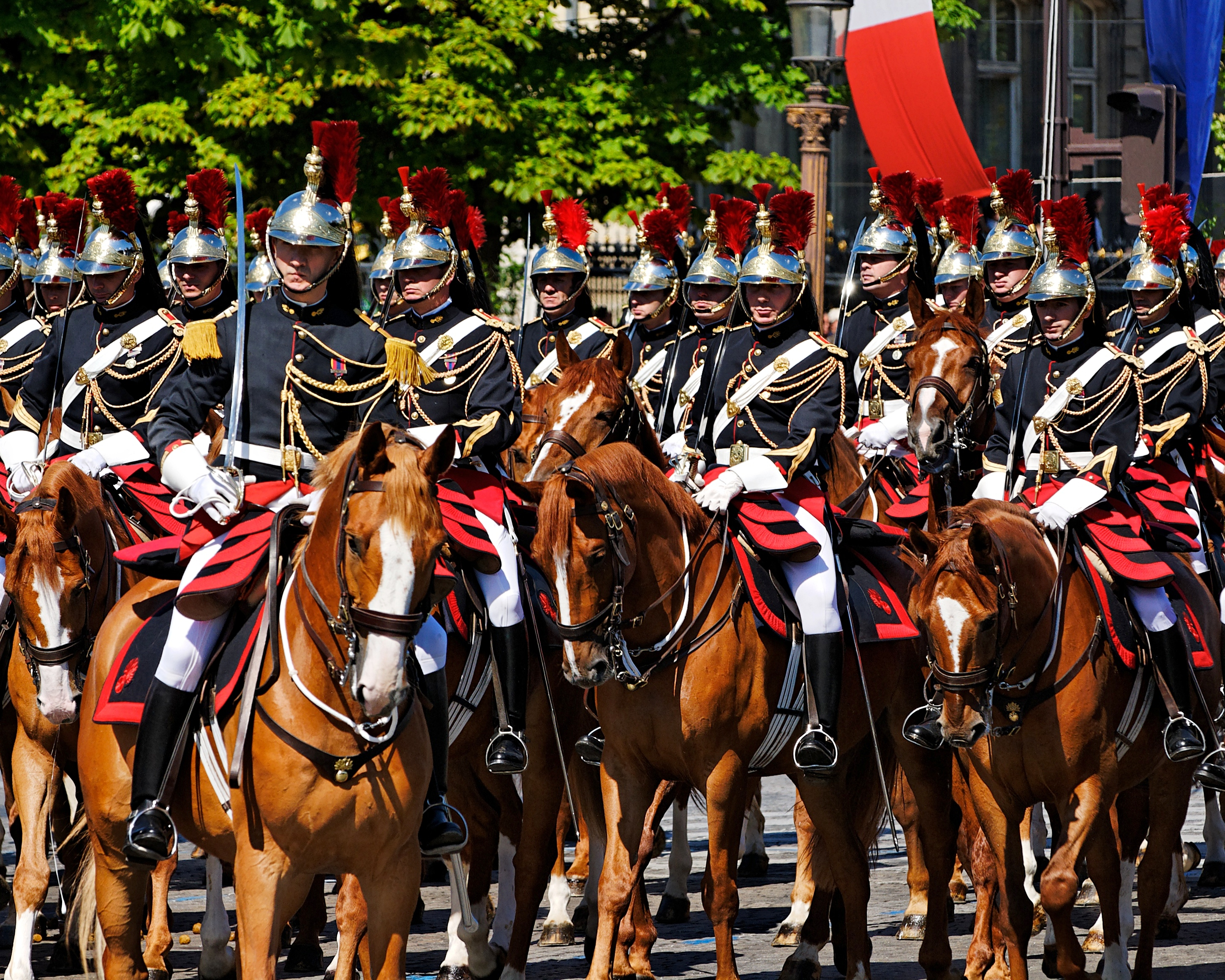
Le régiment de cavalerie de la Garde républicaine française lors du défilé du 14 juillet 2008 à Paris.

- Le régiment de cavalerie de la Garde républicaine basé à Paris est la dernière unité française à cheval ainsi que la plus grande du monde. C'est une force de la gendarmerie nationale chargée d'assurer les missions d'honneur, de surveillance lors des grandes rencontres sportives, ainsi que la participation à des compétitions nationales et internationales. La sélection des chevaux s'effectue selon des critères stricts : 1,65 m au garrot minimum, robe franche (couleur selon l'escadron : alezan pour le 1er escadron et la fanfare, bai pour le 2e escadron, bai brun pour le 3e escadron, gris pour les timbaliers[131]), bons aplombs, être agréables à l'œil et avoir un caractère compatible avec le service dans la garde[132]. Il est à noter que 95 % des chevaux sont de race selles français[132].
- Le Cadre noir de Saumur, garant de la tradition équestre française, est devenu civil en 1968 mais reste composé de nombreux militaires.
- Le centre sportif d'équitation militaire de Fontainebleau est chargé de former des militaires et des chevaux pour les 26 sections équestres militaires[133].

##### En Suisse
L'armée suisse est l'une des rares armées à former des chevaux pour ses activités opérationnelles. En effet, le pays étant au cœur des Alpes, le cheval est souvent le seul moyen d'accéder à certaines parties du territoire et d'y emmener du matériel. L'armée suisse ne possède pas ses chevaux : elle les achète, les forme puis les revend à des particuliers ayant la charge de les entraîner régulièrement et de les garder 6 ans, période durant laquelle l'armée peut prendre le cheval pour ses opérations et ses entrainements. Elle peut également les louer pour la formation des troupes.
Les chevaux de selle doivent obligatoirement provenir d'un élevage suisse et les chevaux du train d'un élevage suisse de Franches-Montagnes. Les effectifs sont cependant en forte diminution depuis les réformes militaires, et sont actuellement d'environ 600 chevaux.

##### Autres pays

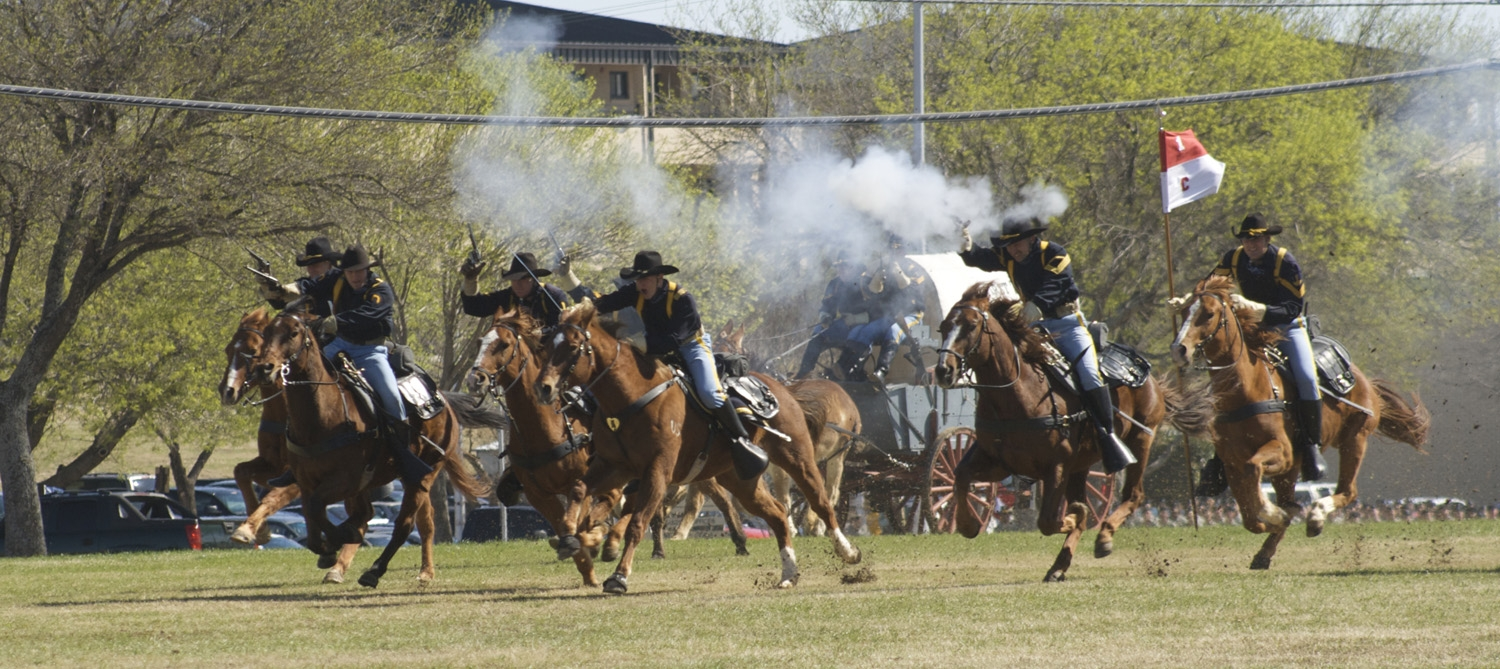
Reconstitution effectuée par le détachement monté de la 1re division de cavalerie US, division désormais aéromobile.

- L'armée autrichienne dispose de chevaux de race haflinger destinés principalement au bât en haute montagne : contrairement aux chevaux de l'armée suisse, ils n'ont pas vocation à être employés en terrain dangereux mais servent pour le ravitaillement et le soutien des troupes[137].
- La gendarmerie royale du Canada, bien que n'étant plus considérée comme une force armée, garde un statut honorifique de force militaire.
- Le détachement de cavalerie à cheval de la 1re division de cavalerie américaine créé en 1972 est composé de 40 chevaux[138].
- La Garde royale marocaine est composé de deux escadrons à cheval.
- Au Royaume-Uni, les Horse Guards sont composés de deux régiments de cavalerie qui assurent la protection de la reine et participent aux cérémonies officielles. Deux chevaux à robe noire participent à la relève de la garde toutes les heures devant l'entrée du palais de Buckingham[139]. Les régiments participent également à des opérations extérieures : guerre du Golfe, Bosnie…

## Honneurs et légendes

### Mémorabilia
De nombreuses statues et monuments sont dédiés à des héros de guerre, dont beaucoup avec des chevaux. D'autres, plus rares, ont été créés en mémoire des chevaux eux-mêmes, ou des animaux en général. Ainsi, le Horse Memorial à Port Elizabeth en Afrique du Sud est dédié aux chevaux tombés pendant la seconde guerre des Boers. Il existe également un monument consacré aux chevaux tombés lors de la bataille d'Austerlitz à proximité du champ de bataille.
Certains chevaux ont été décorés au même titre que les hommes. Il existe au Royaume-Uni un ordre spécial pour les animaux, la médaille Dickin (équivalente de la croix de Victoria), que trois chevaux ont reçue depuis sa création en 1943.

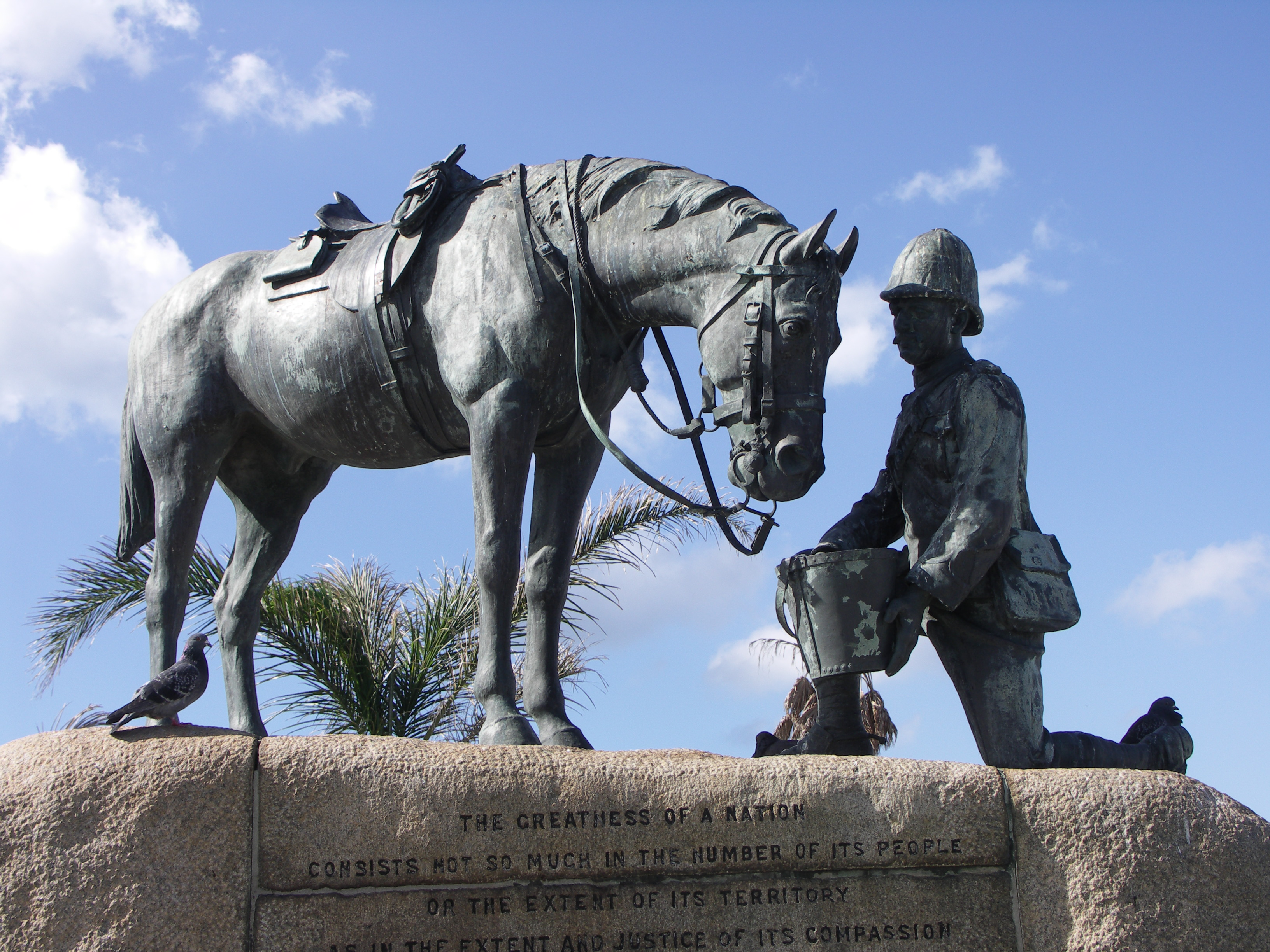
Horse Memorial à Port Elizabeth.

### Chevaux célèbres, de légende et de fiction

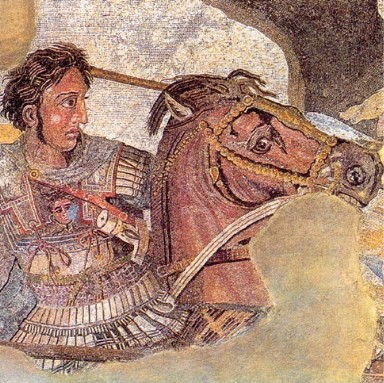
Alexandre chevauchant Bucéphale à la bataille d'Issos

Certains chevaux sont connus pour avoir été les montures de célèbres guerriers. Bucéphale, le cheval d'Alexandre le Grand, est réputé être un fougueux descendant des juments de Diomède, n'acceptant d'être monté que par Alexandre. Le destrier du Cid, Babieca, aurait porté son maître mort sur son dos une dernière fois au siège de Valence en 1099. Napoléon monte quant à lui plus d'une centaine de chevaux durant ses multiples campagnes. Certains sont plus célèbres que d'autres : Wagram surnommé selon la bataille du même nom, et que l'Empereur emmena durant son exil sur l'île d'Elbe, Marengo, chevauché durant la bataille d'Austerlitz et à Waterloo, et Vizir, qui l'accompagne durant l’exil à Sainte-Hélène. Cincinnati est la monture préférée du général et futur président des États-Unis Ulysses S. Grant pendant la guerre de Sécession. Plus anecdotique, le cheval du futur maréchal Leclerc, Iris XVI, est fusillé par les Allemands pour acte de résistance après avoir tué un soldat allemand en décochant une ruade.
Les chansons de geste et la légende arthurienne parlent des chevaux de bataille, tels que Veillantif, monture de Roland, Bayard, celle des Quatre fils Aymon, ou encore Gringalet, celle de Gauvain. On retrouve des chevaux de guerre fabuleux associées aux héros guerriers dans de nombreux pays, comme Rakhsh dans le Shâh Nâmeh, Liath Macha et Dub Sainglend dans la geste de Cúchulainn, Xanthe et Balios dans la guerre de Troie.
Dans la fiction, de nombreux chevaux sont au centre d'histoires de guerre. Le roman Cheval de guerre, écrit par Michael Morpurgo, raconte l'histoire de Joey, un cheval de ferme anglais envoyé sur les champs de bataille de la Première Guerre mondiale. Arabesque est la jument du caporal Blutch, l'un des deux héros de la série de bande dessinée intitulé Les Tuniques bleues. Un album lui est entièrement consacré et explique l'histoire de la jument pendant la guerre de Sécession, dont sa méthode pour ne pas participer aux charges de la cavalerie.

## Documentaire
La Balade des rois de Serge Tignères.